# ATP Challenger Tour 2023
El ATP Challenger Tour 2023 fue el circuito profesional de tenis secundario organizado por la ATP. En 2023 el calendario del ATP Challenger Tour comprende aproximadamente 196 torneos, con premios que van desde U$ 40,000 hasta U$ 220,000. Se trata de la 46.ª edición del ciclo de torneos challenger, y el 15.º en el marco del nombre de Challenger Tour.

## Distribución de puntos
Los puntos se otorgan de la siguiente manera:
| Categoría      | Modalidad    | Campeón | Finalista | Semifinales | Cuartos de final | 2.ª ronda | 1.ª ronda | Clasificados | Rondas de clasificación |
| Challenger 175 | Individuales | 175     | 100       | 60          | 32               | 15        | 0         | 6            | 3                       |
| Challenger 175 | Dobles       | 175     | 100       | 60          | 32               | -         | 0         | -            | -                       |
| Challenger 125 | Individuales | 125     | 75        | 45          | 25               | 11        | 0         | 5            | 2                       |
| Challenger 125 | Dobles       | 125     | 75        | 45          | 25               | -         | 0         | -            | -                       |
| Challenger 100 | Individuales | 100     | 60        | 36          | 20               | 9         | 0         | 5            | 2                       |
| Challenger 100 | Dobles       | 100     | 60        | 36          | 20               | -         | 0         | -            | -                       |
| Challenger 75  | Individuales | 75      | 50        | 30          | 16               | 7         | 0         | 4            | 2                       |
| Challenger 75  | Dobles       | 75      | 50        | 30          | 16               | -         | 0         | -            | -                       |
| Challenger 50  | Individuales | 50      | 30        | 17          | 9                | 4         | 0         | 3            | 1                       |
| Challenger 50  | Dobles       | 50      | 30        | 17          | 9                | -         | 0         | -            | -                       |

## Torneos ATP Challenger Por Continentes
| Challenger     | Europa | América | Asia                                                                                     | Oceanía                | África |
| -------------- | --- | --- | ---------------------------------------------------------------------------------------- | ---------------------- | ------ |
| Challenger 175 | Aix-en-Provence Cagliari Burdeos Turín | Phoenix |                                                                                          |                        |        |
| Challenger 125 | Ottignies-Louvain-la-Neuve Quimper Pau San Remo Oeiras Heilbronn Surbiton Nottingham Perugia Ilkley Montechiarugolo Brunswick Salzburgo Zug Oporto Ciudad de San Marino Génova Sevilla Szczecin Bad Waltersdorf Saint-Tropez Orléans Bratislava Málaga Olbia Helsinki | Monterrey Ciudad de México Sarasota Santo Domingo Stanford Bogotá | Manama Seúl Busan                                                                        |                        |        |
| Challenger 100 | Tenerife Koblenz Vilna Biel/Bienne Lille Mauthausen Prostějov Bratislava Lyon Poznań Iași San Benedetto del Tronto Trieste Segovia Verona Lüdenscheid Banja Luka Grodzisk Mazowiecki Tulln Rennes Alicante Mouilleron-le-Captif Brest Valencia Maia | Concepción Puerto Vallarta Granby Antofagasta Campinas Buenos Aires Montevideo Brasília | Chennai Bangalore Pune Shanghái Shenzhen Yokkaichi                                       | Canberra Numea         |        |
| Challenger 75  | Oeiras Tenerife Tenerife II Cherburgo Rovereto Antalya Lugano Les Franqueses del Vallès Saint-Brieuc Zadar Gerona Barletta Murcia Madrid Split Roseto degli Abruzzi Ostrava Roma Praga Francavilla al Mare Praga Oeiras Skopje Troisdorf Vicenza Blois Modena Karlsruhe Milán Amersfoort Pozoblanco Tampere Liberec Cordenons Meerbusch Todi Como Mallorca Cassis Estambul Sibiu Braga Lisboa Bergamo Ismaning Danderyd Maspalomas | Piracicaba Cleveland Rome Waco Santiago Viña del Mar San Luis Potosí León Florianópolis Cuernavaca Tallahassee Savannah Little Rock Tyler Palmas del Mar Cali Bloomfield Hills Chicago Salinas Lexington Cary Winnipeg Cary Santa Cruz Columbus Charleston Tiburón Fairfield Santa Fe Curitiba Charlottesville Guayaquil Calgary Knoxville Lima Champaign Drummondville Temuco | Nonthaburi Nonthaburi II Gwangju Zhangjiagang Guangzhou Shenzhen Matsuyama Kobe Yokohama | Burnie Playford Sídney | Tunis  |
| Challenger 50  | Oeiras Székesfehérvár Troyes Augsburgo Praga Hamburgo Ortisei | Tigre Tigre II Buenos Aires Coquimbo Medellín Santa Fe Lima | Nonthaburi Astaná Zhuhai                                                                 |                        |        |

## Programa de torneos
A continuación lista de torneos:
(i): Indoor

### Torneos en enero
| Semana de   | Torneo | Campeones                                                  | Finalista                               | Semifinales                             | Cuartos de final                                                              |
| ----------- | --- | ---------------------------------------------------------- | --------------------------------------- | --------------------------------------- | ----------------------------------------------------------------------------- |
| 2 de enero  | Canberra Tennis International Canberra, Australia Challenger 100 – Dura – 32S/24Q/16D Cuadro Individuales – Cuadro Dobles        | Márton Fucsovics 7–5, 6–4                                  | Leandro Riedi                           | Yosuke Watanuki Jan-Lennard Struff      | Marc Polmans Norbert Gombos Liam Broady Enzo Couacaud                         |
| 2 de enero  | Canberra Tennis International Canberra, Australia Challenger 100 – Dura – 32S/24Q/16D Cuadro Individuales – Cuadro Dobles        | André Göransson Ben McLachlan 6–3, 5–7, [10–5]             | Andrew Harris John-Patrick Smith        | Yosuke Watanuki Jan-Lennard Struff      | Marc Polmans Norbert Gombos Liam Broady Enzo Couacaud                         |
| 2 de enero  | BNP Paribas de Nouvelle-Calédonie Numea, Nueva Caledonia Challenger 100 – Dura – 32S/24Q/16D Cuadro Individuales – Cuadro Dobles | Raúl Brancaccio 4–6, 7–5, 6–2                              | Laurent Lokoli                          | Cristian Garín Ryan Peniston            | Facundo Díaz Acosta Benoît Paire Damir Džumhur Rubin Statham                  |
| 2 de enero  | BNP Paribas de Nouvelle-Calédonie Numea, Nueva Caledonia Challenger 100 – Dura – 32S/24Q/16D Cuadro Individuales – Cuadro Dobles | Colin Sinclair Rubin Statham 6–4, 6–3                      | Toshihide Matsui Kaito Uesugi           | Cristian Garín Ryan Peniston            | Facundo Díaz Acosta Benoît Paire Damir Džumhur Rubin Statham                  |
| 2 de enero  | Nonthaburi Challenger Nonthaburi, Tailandia Challenger 75 – Dura – 32S/24Q/16D Cuadro Individuales – Cuadro Dobles               | Dennis Novak 6–4, 6–4                                      | Wu Tung-lin                             | Lloyd Harris Antoine Escoffier          | Hsu Yu-hsiou Evgeny Donskoy Max Purcell Marek Gengel                          |
| 2 de enero  | Nonthaburi Challenger Nonthaburi, Tailandia Challenger 75 – Dura – 32S/24Q/16D Cuadro Individuales – Cuadro Dobles               | Marek Gengel Adam Pavlásek 7–6(7–4), 6–4                   | Robert Galloway Hans Hach Verdugo       | Lloyd Harris Antoine Escoffier          | Hsu Yu-hsiou Evgeny Donskoy Max Purcell Marek Gengel                          |
| 2 de enero  | Oeiras Indoors Oeiras, Portugal Challenger 50 – Dura (i) – 32S/24Q/16D Cuadro Individuales – Cuadro Dobles                       | Joris De Loore 6–3, 6–2                                    | Filip Cristian Jianu                    | Cem İlkel Raphaël Collignon             | Gabriel Debru Dino Prižmić Maximilian Neuchrist Edan Leshem                   |
| 2 de enero  | Oeiras Indoors Oeiras, Portugal Challenger 50 – Dura (i) – 32S/24Q/16D Cuadro Individuales – Cuadro Dobles                       | Victor Vlad Cornea Petr Nouza 6–3, 7–6(7–3)                | Jonathan Eysseric Pierre-Hugues Herbert | Cem İlkel Raphaël Collignon             | Gabriel Debru Dino Prižmić Maximilian Neuchrist Edan Leshem                   |
| 2 de enero  | Challenger Aysa de Tigre Tigre, Argentina Challenger 50 – Tierra batida – 32S/24Q/16D Cuadro Individuales – Cuadro Dobles        | Juan Manuel Cerúndolo 4–6, 6–4, 6–2                        | Murkel Dellien                          | Alessandro Giannessi Gonzalo Villanueva | Guido Andreozzi Lautaro Midón Juan Ignacio Lóndero Valerio Aboian             |
| 2 de enero  | Challenger Aysa de Tigre Tigre, Argentina Challenger 50 – Tierra batida – 32S/24Q/16D Cuadro Individuales – Cuadro Dobles        | Guido Andreozzi Ignacio Carou 5–7, 6–4, [10–5]             | Leonardo Aboian Ignacio Monzón          | Alessandro Giannessi Gonzalo Villanueva | Guido Andreozzi Lautaro Midón Juan Ignacio Lóndero Valerio Aboian             |
| 9 de enero  | Nonthaburi Challenger II Nonthaburi, Tailandia Challenger 75 – Dura – 32S/24Q/16D Cuadro Individuales – Cuadro Dobles            | Arthur Cazaux 7–6(7–5), 6–2                                | Lloyd Harris                            | Dennis Novak Jason Jung                 | Marek Gengel Tennys Sandgren Evgeny Donskoy Daniel Michalski                  |
| 9 de enero  | Nonthaburi Challenger II Nonthaburi, Tailandia Challenger 75 – Dura – 32S/24Q/16D Cuadro Individuales – Cuadro Dobles            | Yuki Bhambri Saketh Myneni 2–6, 7–6(9–7), [14–12]          | Christopher Rungkat Akira Santillan     | Dennis Novak Jason Jung                 | Marek Gengel Tennys Sandgren Evgeny Donskoy Daniel Michalski                  |
| 9 de enero  | Oeiras Indoors II Oeiras, Portugal Challenger 75 – Dura (i) – 32S/24Q/16D Cuadro Individuales – Cuadro Dobles                    | Arthur Fils 6–1, 7–6(7–4)                                  | Joris De Loore                          | Ričardas Berankis Pierre-Hugues Herbert | Dino Prižmić Maximilian Neuchrist Pedro Sousa Lorenzo Giustino                |
| 9 de enero  | Oeiras Indoors II Oeiras, Portugal Challenger 75 – Dura (i) – 32S/24Q/16D Cuadro Individuales – Cuadro Dobles                    | Sander Arends David Pel 6–3, 7–6(7–3)                      | Patrik Niklas-Salminen Bart Stevens     | Ričardas Berankis Pierre-Hugues Herbert | Dino Prižmić Maximilian Neuchrist Pedro Sousa Lorenzo Giustino                |
| 9 de enero  | Challenger Aysa de Tigre II Tigre, Argentina Challenger 50 – Tierra batida – 32S/24Q/16D Cuadro Individuales – Cuadro Dobles     | Juan Manuel Cerúndolo 6–3, 2–6, 6–2                        | Jesper de Jong                          | Alessandro Giannessi Andrea Collarini   | Gonzalo Villanueva Mariano Navone Térence Atmane Juan Bautista Torres         |
| 9 de enero  | Challenger Aysa de Tigre II Tigre, Argentina Challenger 50 – Tierra batida – 32S/24Q/16D Cuadro Individuales – Cuadro Dobles     | Daniel Dutra da Silva Oleg Prihodko 6–2, 6–2               | Chung Yun-seong Christian Langmo        | Alessandro Giannessi Andrea Collarini   | Gonzalo Villanueva Mariano Navone Térence Atmane Juan Bautista Torres         |
| 16 de enero | Tenerife Challenger Tenerife, España Challenger 100 – Dura – 32S/24Q/16D Cuadro Individuales – Cuadro Dobles                     | Alexander Shevchenko 7–5, 6–2                              | Sebastian Ofner                         | Francesco Maestrelli Máté Valkusz       | Matteo Gigante Lorenzo Giustino Riccardo Bonadio Francesco Passaro            |
| 16 de enero | Tenerife Challenger Tenerife, España Challenger 100 – Dura – 32S/24Q/16D Cuadro Individuales – Cuadro Dobles                     | Victor Vlad Cornea Sergio Martos Gornés 6–3, 6–4           | Patrik Niklas-Salminen Bart Stevens     | Francesco Maestrelli Máté Valkusz       | Matteo Gigante Lorenzo Giustino Riccardo Bonadio Francesco Passaro            |
| 16 de enero | Brasil Tennis Challenger Piracicaba, Brasil Challenger 75 – Tierra batida – 32S/24Q/16D Cuadro Individuales – Cuadro Dobles      | Andrea Collarini 6–2, 7–6(7–1)                             | Tomás Barrios                           | Renzo Olivo Camilo Ugo Carabelli        | Alejandro Tabilo Térence Atmane Hernán Casanova Thiago Seyboth Wild           |
| 16 de enero | Brasil Tennis Challenger Piracicaba, Brasil Challenger 75 – Tierra batida – 32S/24Q/16D Cuadro Individuales – Cuadro Dobles      | Orlando Luz Marcelo Zormann w/o                            | Andrea Collarini Renzo Olivo            | Renzo Olivo Camilo Ugo Carabelli        | Alejandro Tabilo Térence Atmane Hernán Casanova Thiago Seyboth Wild           |
| 16 de enero | Nonthaburi Challenger III Nonthaburi, Tailandia Challenger 50 – Dura – 32S/24Q/16D Cuadro Individuales – Cuadro Dobles           | Sho Shimabukuro 6–2, 7–5                                   | Arthur Cazaux                           | Hong Seong-chan Giovanni Fonio          | Zdeněk Kolář Michael Geerts Antoine Escoffier Tennys Sandgren                 |
| 16 de enero | Nonthaburi Challenger III Nonthaburi, Tailandia Challenger 50 – Dura – 32S/24Q/16D Cuadro Individuales – Cuadro Dobles           | Nam Ji-sung Song Min-kyu 6–4, 6–4                          | Jan Choinski Stuart Parker              | Hong Seong-chan Giovanni Fonio          | Zdeněk Kolář Michael Geerts Antoine Escoffier Tennys Sandgren                 |
| 23 de enero | BW Open Ottignies-Louvain-la-Neuve, Bélgica Challenger 125 – Dura (i) – 32S/24Q/16D Cuadro Individuales – Cuadro Dobles          | David Goffin 6–4, 6–1                                      | Mikael Ymer                             | Gauthier Onclin Altuğ Çelikbilek        | Yannick Hanfmann Kaichi Uchida Filip Misolic Fábián Marozsán                  |
| 23 de enero | BW Open Ottignies-Louvain-la-Neuve, Bélgica Challenger 125 – Dura (i) – 32S/24Q/16D Cuadro Individuales – Cuadro Dobles          | Romain Arneodo Tristan-Samuel Weissborn 6–4, 6–3           | Roman Jebavý Adam Pavlásek              | Gauthier Onclin Altuğ Çelikbilek        | Yannick Hanfmann Kaichi Uchida Filip Misolic Fábián Marozsán                  |
| 23 de enero | Open Quimper Bretagne Quimper, Francia Challenger 125 – Dura (i) – 32S/24Q/16D Cuadro Individuales – Cuadro Dobles               | Geoffrey Blancaneaux 6–1, 6–4                              | Arthur Fils                             | Calvin Hemery Grégoire Barrère          | Dominic Stricker Otto Virtanen Radu Albot Lucas Pouille                       |
| 23 de enero | Open Quimper Bretagne Quimper, Francia Challenger 125 – Dura (i) – 32S/24Q/16D Cuadro Individuales – Cuadro Dobles               | Sadio Doumbia Fabien Reboul 6–2, 6–4                       | Anirudh Chandrasekar Arjun Kadhe        | Calvin Hemery Grégoire Barrère          | Dominic Stricker Otto Virtanen Radu Albot Lucas Pouille                       |
| 23 de enero | Challenger Concepción Concepción, Chile Challenger 100 – Tierra batida – 32S/24Q/16D Cuadro Individuales – Cuadro Dobles         | Federico Coria 6–4, 6–3                                    | Timofey Skatov                          | Hugo Dellien Facundo Díaz Acosta        | Federico Delbonis Juan Manuel Cerúndolo Juan Bautista Torres Alejandro Tabilo |
| 23 de enero | Challenger Concepción Concepción, Chile Challenger 100 – Tierra batida – 32S/24Q/16D Cuadro Individuales – Cuadro Dobles         | Guido Andreozzi Guillermo Durán 7–6(7–1), 6–7(3–7), [10–7] | Luciano Darderi Oleg Prihodko           | Hugo Dellien Facundo Díaz Acosta        | Federico Delbonis Juan Manuel Cerúndolo Juan Bautista Torres Alejandro Tabilo |
| 30 de enero | Koblenz Open Koblenz, Alemania Challenger 100 – Dura (i) – 32S/24Q/16D Cuadro Individuales – Cuadro Dobles                       | Roman Safiullin 6–2, 7–5                                   | Vasek Pospisil                          | Zdeněk Kolář Raphaël Collignon          | Alexandre Müller Louis Wessels Maximilian Marterer Alexey Vatutin             |
| 30 de enero | Koblenz Open Koblenz, Alemania Challenger 100 – Dura (i) – 32S/24Q/16D Cuadro Individuales – Cuadro Dobles                       | Fabian Fallert Hendrik Jebens 7–6(7–2), 6–3                | Jonathan Eysseric Denys Molchanov       | Zdeněk Kolář Raphaël Collignon          | Alexandre Müller Louis Wessels Maximilian Marterer Alexey Vatutin             |
| 30 de enero | Burnie International Burnie, Australia Challenger 75 – Dura – 32S/24Q/16D Cuadro Individuales – Cuadro Dobles                    | Rinky Hijikata 6–3, 6–3                                    | James Duckworth                         | Marc Polmans Yuta Shimizu               | Philip Sekulic Adam Walton Thomas Fancutt James McCabe                        |
| 30 de enero | Burnie International Burnie, Australia Challenger 75 – Dura – 32S/24Q/16D Cuadro Individuales – Cuadro Dobles                    | Marc Polmans Max Purcell 7–6(7–4), 6–4                     | Luke Saville Tristan Schoolkate         | Marc Polmans Yuta Shimizu               | Philip Sekulic Adam Walton Thomas Fancutt James McCabe                        |
| 30 de enero | Cleveland Open Cleveland, Estados Unidos Challenger 75 – Dura (i) – 32S/24Q/16D Cuadro Individuales – Cuadro Dobles              | Aleksandar Kovacevic 3–6, 7–5, 7–6(7–2)                    | Yibing Wu                               | Emilio Gómez Tennys Sandgren            | Gabriel Diallo Steve Johnson Zachary Svajda Stefan Kozlov                     |
| 30 de enero | Cleveland Open Cleveland, Estados Unidos Challenger 75 – Dura (i) – 32S/24Q/16D Cuadro Individuales – Cuadro Dobles              | Robert Galloway Hans Hach Verdugo 3–6, 7–5, [10–6]         | Ruben Gonzales Reese Stalder            | Emilio Gómez Tennys Sandgren            | Gabriel Diallo Steve Johnson Zachary Svajda Stefan Kozlov                     |
| 30 de enero | Tenerife Challenger II Tenerife, España Challenger 75 – Dura – 32S/24Q/16D Cuadro Individuales – Cuadro Dobles                   | Matteo Arnaldi 6–1, 6–2                                    | Raúl Brancaccio                         | Lloyd Harris Nicolás Álvarez Varona     | Roberto Marcora Carlos Taberner Alejandro Moro Cañas Oleksii Krutykh          |
| 30 de enero | Tenerife Challenger II Tenerife, España Challenger 75 – Dura – 32S/24Q/16D Cuadro Individuales – Cuadro Dobles                   | Christian Harrison Shintaro Mochizuki 6–4, 6–3             | Matteo Gigante Francesco Passaro        | Lloyd Harris Nicolás Álvarez Varona     | Roberto Marcora Carlos Taberner Alejandro Moro Cañas Oleksii Krutykh          |

### Torneos en febrero
| Semana de     | Torneo | Campeones                                                    | Finalista                                   | Semifinales                         | Cuartos de final                                                           |
| ------------- | --- | ------------------------------------------------------------ | ------------------------------------------- | ----------------------------------- | -------------------------------------------------------------------------- |
| 6 de febrero  | Vitas Gerulaitis Cup Vilna, Lituania Challenger 100 – Dura (i) – 32S/24Q/16D Cuadro Individuales – Cuadro Dobles                       | Liam Broady 6–4, 6–4                                         | Zdeněk Kolář                                | Cem İlkel Damir Džumhur             | Joris De Loore Antoine Escoffier Dennis Novak Evan Furness                 |
| 6 de febrero  | Vitas Gerulaitis Cup Vilna, Lituania Challenger 100 – Dura (i) – 32S/24Q/16D Cuadro Individuales – Cuadro Dobles                       | Ivan Liutarevich Vladyslav Manafov 6–0, 6–2                  | Arjun Kadhe Daniel Masur                    | Cem İlkel Damir Džumhur             | Joris De Loore Antoine Escoffier Dennis Novak Evan Furness                 |
| 6 de febrero  | Tenerife Challenger III Tenerife, España Challenger 75 – Dura – 32S/24Q/16D Cuadro Individuales – Cuadro Dobles                        | Matteo Gigante 6–3, 6–2                                      | Stefano Travaglia                           | Riccardo Bonadio Ryan Peniston      | Pablo Llamas Ruiz Francesco Maestrelli Alessandro Giannessi Giovanni Fonio |
| 6 de febrero  | Tenerife Challenger III Tenerife, España Challenger 75 – Dura – 32S/24Q/16D Cuadro Individuales – Cuadro Dobles                        | Andrew Harris Christian Harrison 7–6(8–6), 6–7(4–7), [10–8]  | Luke Johnson Sem Verbeek                    | Riccardo Bonadio Ryan Peniston      | Pablo Llamas Ruiz Francesco Maestrelli Alessandro Giannessi Giovanni Fonio |
| 13 de febrero | Bahrain Ministry of Interior Tennis Challenger Manama, Baréin Challenger 125 – Dura – 32S/24Q/16D Cuadro Individuales – Cuadro Dobles  | Thanasi Kokkinakis 6–1, 6–4                                  | Abedallah Shelbayh                          | Salvatore Caruso Jan-Lennard Struff | Jason Kubler Lorenzo Giustino Tomáš Macháč Alexei Popyrin                  |
| 13 de febrero | Bahrain Ministry of Interior Tennis Challenger Manama, Baréin Challenger 125 – Dura – 32S/24Q/16D Cuadro Individuales – Cuadro Dobles  | Patrik Niklas-Salminen Bart Stevens 6–3, 6–4                 | Ruben Gonzales Fernando Romboli             | Salvatore Caruso Jan-Lennard Struff | Jason Kubler Lorenzo Giustino Tomáš Macháč Alexei Popyrin                  |
| 13 de febrero | Chennai Open Challenger Chennai, India Challenger 100 – Dura – 32S/24Q/16D Cuadro Individuales – Cuadro Dobles                         | Max Purcell 5–7, 7–6(7–2), 6–4                               | Nicolás Moreno de Alborán                   | Sumit Nagal Dane Sweeny             | Yasutaka Uchiyama Jay Clarke Arthur Cazaux James Duckworth                 |
| 13 de febrero | Chennai Open Challenger Chennai, India Challenger 100 – Dura – 32S/24Q/16D Cuadro Individuales – Cuadro Dobles                         | Jay Clarke Arjun Kadhe 6–0, 6–4                              | Sebastian Ofner Nino Serdarušić             | Sumit Nagal Dane Sweeny             | Yasutaka Uchiyama Jay Clarke Arthur Cazaux James Duckworth                 |
| 13 de febrero | Challenger La Manche Cherburgo, Francia Challenger 75 – Dura (i) – 32S/24Q/16D Cuadro Individuales – Cuadro Dobles                     | Giulio Zeppieri 7–5, 7–6(7–4)                                | Titouan Droguet                             | Jan Choinski Antoine Escoffier      | Mats Moraing Gabriel Debru Luca Van Assche Alexey Vatutin                  |
| 13 de febrero | Challenger La Manche Cherburgo, Francia Challenger 75 – Dura (i) – 32S/24Q/16D Cuadro Individuales – Cuadro Dobles                     | Ivan Liutarevich Vladyslav Manafov 7–6(12–10), 7–6(9–7)      | Karol Drzewiecki Kacper Żuk                 | Jan Choinski Antoine Escoffier      | Mats Moraing Gabriel Debru Luca Van Assche Alexey Vatutin                  |
| 20 de febrero | Monterrey Challenger Monterrey, México Challenger 125 – Dura – 32S/24Q/16D Cuadro Individuales – Cuadro Dobles                         | Nuno Borges 6–4, 7–6(8–6)                                    | Borna Gojo                                  | Yosuke Watanuki Mitchell Krueger    | Aleksandar Kovacevic Denis Kudla Daniel Altmaier Bernard Tomic             |
| 20 de febrero | Monterrey Challenger Monterrey, México Challenger 125 – Dura – 32S/24Q/16D Cuadro Individuales – Cuadro Dobles                         | André Göransson Ben McLachlan 6–3, 6–4                       | Luis David Martínez Cristian Rodríguez      | Yosuke Watanuki Mitchell Krueger    | Aleksandar Kovacevic Denis Kudla Daniel Altmaier Bernard Tomic             |
| 20 de febrero | Bengaluru Open Bangalore, India Challenger 100 – Dura – 32S/24Q/16D Cuadro Individuales – Cuadro Dobles                                | Max Purcell 3–6, 7–5, 7–6(7–5)                               | James Duckworth                             | Hamad Međedović James McCabe        | Chun-hsin Tseng Luca Nardi Harold Mayot Dimitar Kuzmanov                   |
| 20 de febrero | Bengaluru Open Bangalore, India Challenger 100 – Dura – 32S/24Q/16D Cuadro Individuales – Cuadro Dobles                                | Yun-seong Chung Yu-hsiou Hsu 3–6, 7–6(9–7), [11–9]           | Anirudh Chandrasekar Vijay Sundar Prashanth | Hamad Međedović James McCabe        | Chun-hsin Tseng Luca Nardi Harold Mayot Dimitar Kuzmanov                   |
| 20 de febrero | Coosa Valley Open Rome, Estados Unidos Challenger 75 – Dura (i) – 32S/24Q/16D Cuadro Individuales – Cuadro Dobles                      | Jordan Thompson 6–4, 6–2                                     | Alex Michelsen                              | Zachary Svajda Seong-chan Hong      | Alastair Gray Elmar Ejupovic Toby Kodat Edan Leshem                        |
| 20 de febrero | Coosa Valley Open Rome, Estados Unidos Challenger 75 – Dura (i) – 32S/24Q/16D Cuadro Individuales – Cuadro Dobles                      | Luke Johnson Sem Verbeek 6–2, 6–2                            | Gabriel Décamps Alex Rybakov                | Zachary Svajda Seong-chan Hong      | Alastair Gray Elmar Ejupovic Toby Kodat Edan Leshem                        |
| 20 de febrero | Internazionali di Tennis Città di Rovereto Rovereto, Italia Challenger 75 – Dura (i) – 32S/24Q/16D Cuadro Individuales – Cuadro Dobles | Dominic Stricker 7–6(10–8), 6–2                              | Giulio Zeppieri                             | Kaichi Uchida Gauthier Onclin       | Jurij Rodionov Antoine Escoffier Zdeněk Kolář Alejandro Moro Cañas         |
| 20 de febrero | Internazionali di Tennis Città di Rovereto Rovereto, Italia Challenger 75 – Dura (i) – 32S/24Q/16D Cuadro Individuales – Cuadro Dobles | Victor Vlad Cornea Franko Škugor 6–7(3–7), 6–2, [10–4]       | Vladyslav Manafov Oleg Prihodko             | Kaichi Uchida Gauthier Onclin       | Jurij Rodionov Antoine Escoffier Zdeněk Kolář Alejandro Moro Cañas         |
| 27 de febrero | Teréga Open Pau–Pyrénées Pau, Francia Challenger 125 – Dura (i) – 32S/24Q/16D Cuadro Individuales – Cuadro Dobles                      | Luca Van Assche 7–6(7–5), 4–6, 7–6(8–6)                      | Ugo Humbert                                 | Arthur Rinderknech Kaichi Uchida    | Jan-Lennard Struff Jurij Rodionov Laurent Lokoli Antoine Bellier           |
| 27 de febrero | Teréga Open Pau–Pyrénées Pau, Francia Challenger 125 – Dura (i) – 32S/24Q/16D Cuadro Individuales – Cuadro Dobles                      | Dan Added Albano Olivetti 3–6, 6–1, [10–8]                   | Julian Cash Constantin Frantzen             | Arthur Rinderknech Kaichi Uchida    | Jan-Lennard Struff Jurij Rodionov Laurent Lokoli Antoine Bellier           |
| 27 de febrero | KPIT MSLTA Challenger Pune, India Challenger 100 – Dura – 32S/24Q/16D Cuadro Individuales – Cuadro Dobles                              | Max Purcell 6–2, 6–3                                         | Luca Nardi                                  | Miljan Zekić Dominik Palán          | Harold Mayot Francesco Maestrelli Rio Noguchi Chun-hsin Tseng              |
| 27 de febrero | KPIT MSLTA Challenger Pune, India Challenger 100 – Dura – 32S/24Q/16D Cuadro Individuales – Cuadro Dobles                              | Anirudh Chandrasekar Vijay Sundar Prashanth 6–1, 4–6, [10–3] | Toshihide Matsui Kaito Uesugi               | Miljan Zekić Dominik Palán          | Harold Mayot Francesco Maestrelli Rio Noguchi Chun-hsin Tseng              |
| 27 de febrero | Texas Tennis Classic Waco, Estados Unidos Challenger 75 – Dura – 32S/24Q/16D Cuadro Individuales – Cuadro Dobles                       | Aleksandar Kovacevic 6–3, 4–6, 6–2                           | Alexandre Müller                            | Alex Michelsen Borna Gojo           | Aleksandar Vukic Seong-chan Hong Gastão Elias Shintaro Mochizuki           |
| 27 de febrero | Texas Tennis Classic Waco, Estados Unidos Challenger 75 – Dura – 32S/24Q/16D Cuadro Individuales – Cuadro Dobles                       | Ivan Sabanov Matej Sabanov 6–1, 3–6, [12–10]                 | Evan King Mitchell Krueger                  | Alex Michelsen Borna Gojo           | Aleksandar Vukic Seong-chan Hong Gastão Elias Shintaro Mochizuki           |

### Torneos en marzo
| Semana de   | Torneo | Campeones                                                      | Finalista                           | Semifinales                                 | Cuartos de final                                                                |
| ----------- | --- | -------------------------------------------------------------- | ----------------------------------- | ------------------------------------------- | ------------------------------------------------------------------------------- |
| 6 de marzo  | Puerto Vallarta Open Puerto Vallarta, México Challenger 100 – Dura – 32S/24Q/16D Cuadro Individuales – Cuadro Dobles                | Benoît Paire 3–6, 6–0, 6–2                                     | Yuta Shimizu                        | James McCabe Illya Marchenko                | Daniel Altmaier Ulises Blanch Gastão Elias Aziz Dougaz                          |
| 6 de marzo  | Puerto Vallarta Open Puerto Vallarta, México Challenger 100 – Dura – 32S/24Q/16D Cuadro Individuales – Cuadro Dobles                | Robert Galloway Miguel Ángel Reyes-Varela 3–0, ret.            | André Göransson Ben McLachlan       | James McCabe Illya Marchenko                | Daniel Altmaier Ulises Blanch Gastão Elias Aziz Dougaz                          |
| 6 de marzo  | Antalya Challenger Antalya, Turquía Challenger 75 – Tierra batida – 32S/24Q/16D Cuadro Individuales – Cuadro Dobles                 | Fábián Marozsán 7–5, 6–0                                       | Sebastian Ofner                     | Gianluca Mager Vít Kopřiva                  | Kimmer Coppejans Nerman Fatić Michael Geerts Daniel Michalski                   |
| 6 de marzo  | Antalya Challenger Antalya, Turquía Challenger 75 – Tierra batida – 32S/24Q/16D Cuadro Individuales – Cuadro Dobles                 | Filip Bergevi Petros Tsitsipas 6–2, 6–4                        | Sarp Ağabigün Ergi Kırkın           | Gianluca Mager Vít Kopřiva                  | Kimmer Coppejans Nerman Fatić Michael Geerts Daniel Michalski                   |
| 6 de marzo  | Challenger Città di Lugano Lugano, Suiza Challenger 75 – Dura (i) – 32S/24Q/16D Cuadro Individuales – Cuadro Dobles                 | Otto Virtanen 6–4, 7–6(7–5)                                    | Cem İlkel                           | Antoine Escoffier Dominic Stricker          | Vitaliy Sachko Mika Brunold Ričardas Berankis Liam Broady                       |
| 6 de marzo  | Challenger Città di Lugano Lugano, Suiza Challenger 75 – Dura (i) – 32S/24Q/16D Cuadro Individuales – Cuadro Dobles                 | Zizou Bergs David Pel 6–2, 7–6(8–6)                            | Constantin Frantzen Hendrik Jebens  | Antoine Escoffier Dominic Stricker          | Vitaliy Sachko Mika Brunold Ričardas Berankis Liam Broady                       |
| 6 de marzo  | Challenger de Santiago Santiago, Chile Challenger 75 – Tierra batida – 32S/24Q/16D Cuadro Individuales – Cuadro Dobles              | Hugo Dellien 3–6, 6–3, 6–3                                     | Thiago Seyboth Wild                 | Facundo Díaz Acosta Genaro Alberto Olivieri | Luciano Darderi Facundo Bagnis Franco Agamenone Federico Gaio                   |
| 6 de marzo  | Challenger de Santiago Santiago, Chile Challenger 75 – Tierra batida – 32S/24Q/16D Cuadro Individuales – Cuadro Dobles              | Pedro Boscardin Dias João Lucas Reis da Silva 6–4, 3–6, [10–7] | Diego Hidalgo Cristian Rodríguez    | Facundo Díaz Acosta Genaro Alberto Olivieri | Luciano Darderi Facundo Bagnis Franco Agamenone Federico Gaio                   |
| 13 de marzo | Arizona Tennis Classic Phoenix, Estados Unidos Challenger 175 – Dura – 32S/24Q/16D Cuadro Individuales – Cuadro Dobles              | Nuno Borges 4–6, 6–2, 6–1                                      | Alexander Shevchenko                | Quentin Halys Jan-Lennard Struff            | Matteo Berrettini Aleksandar Kovacevic Alexander Bublik Alexei Popyrin          |
| 13 de marzo | Arizona Tennis Classic Phoenix, Estados Unidos Challenger 175 – Dura – 32S/24Q/16D Cuadro Individuales – Cuadro Dobles              | Nathaniel Lammons Jackson Withrow 6–7(1–7), 6–4, [10–8]        | Hugo Nys Jan Zieliński              | Quentin Halys Jan-Lennard Struff            | Matteo Berrettini Aleksandar Kovacevic Alexander Bublik Alexei Popyrin          |
| 13 de marzo | Viña Challenger Tennis Viña del Mar, Chile Challenger 75 – Tierra batida – 32S/24Q/16D Cuadro Individuales – Cuadro Dobles          | Thiago Seyboth Wild 7–5, 6–1                                   | Hugo Gaston                         | Tomás Barrios Andrea Vavassori              | Andrea Pellegrino Álvaro López San Martín Camilo Ugo Carabelli Riccardo Bonadio |
| 13 de marzo | Viña Challenger Tennis Viña del Mar, Chile Challenger 75 – Tierra batida – 32S/24Q/16D Cuadro Individuales – Cuadro Dobles          | Diego Hidalgo Cristian Rodríguez 6–4, 7–6(7–5)                 | Luciano Darderi Andrea Vavassori    | Tomás Barrios Andrea Vavassori              | Andrea Pellegrino Álvaro López San Martín Camilo Ugo Carabelli Riccardo Bonadio |
| 13 de marzo | Kiskút Open Székesfehérvár, Hungría Challenger 50 – Tierra batida (i) – 32S/24Q/16D Cuadro Individuales – Cuadro Dobles             | Hamad Međedović 6–4, 6–3                                       | Nino Serdarušić                     | Fábián Marozsán Evan Furness                | Adrian Andreev Damir Džumhur Zsombor Piros Flavio Cobolli                       |
| 13 de marzo | Kiskút Open Székesfehérvár, Hungría Challenger 50 – Tierra batida (i) – 32S/24Q/16D Cuadro Individuales – Cuadro Dobles             | Bogdan Bobrov Sergey Fomin 6–2, 5–7, [11–9]                    | Sarp Ağabigün Ergi Kırkın           | Fábián Marozsán Evan Furness                | Adrian Andreev Damir Džumhur Zsombor Piros Flavio Cobolli                       |
| 20 de marzo | Challenger Biel/Bienne Biel/Bienne, Suiza Challenger 100 – Dura (i) – 32S/24Q/16D Cuadro Individuales – Cuadro Dobles               | Jurij Rodionov 6–3, 0–0 ret.                                   | Liam Broady                         | Marius Copil Benjamin Hassan                | Mika Brunold Gabriel Diallo Norbert Gombos Otto Virtanen                        |
| 20 de marzo | Challenger Biel/Bienne Biel/Bienne, Suiza Challenger 100 – Dura (i) – 32S/24Q/16D Cuadro Individuales – Cuadro Dobles               | Constantin Frantzen Hendrik Jebens 6–2, 6–4                    | Victor Vlad Cornea Franko Škugor    | Marius Copil Benjamin Hassan                | Mika Brunold Gabriel Diallo Norbert Gombos Otto Virtanen                        |
| 20 de marzo | Challenger Club Els Gorchs Les Franqueses del Vallès, España Challenger 75 – Dura – 32S/24Q/16D Cuadro Individuales – Cuadro Dobles | Hugo Grenier 3–6, 6–1, 7–6(7–3)                                | Billy Harris                        | Max Purcell Yunchaokete Bu                  | David Jordá Sanchís Marco Trungelliti Gastão Elias Iván Gájov                   |
| 20 de marzo | Challenger Club Els Gorchs Les Franqueses del Vallès, España Challenger 75 – Dura – 32S/24Q/16D Cuadro Individuales – Cuadro Dobles | Anirudh Chandrasekar Vijay Sundar Prashanth 7–5, 6–1           | Purav Raja Divij Sharan             | Max Purcell Yunchaokete Bu                  | David Jordá Sanchís Marco Trungelliti Gastão Elias Iván Gájov                   |
| 20 de marzo | Open Saint-Brieuc Saint-Brieuc, Francia Challenger 75 – Dura (i) – 32S/24Q/16D Cuadro Individuales – Cuadro Dobles                  | Ričardas Berankis 6–3, 6–7(3–7), 7–6(7–5)                      | Dan Added                           | Evan Furness Pierre-Hugues Herbert          | Antoine Escoffier Harold Mayot Lucas Poullain Mark Lajal                        |
| 20 de marzo | Open Saint-Brieuc Saint-Brieuc, Francia Challenger 75 – Dura (i) – 32S/24Q/16D Cuadro Individuales – Cuadro Dobles                  | Dan Added Albano Olivetti 4–6, 7–6(9–7), [10–6]                | Patrik Niklas-Salminen Bart Stevens | Evan Furness Pierre-Hugues Herbert          | Antoine Escoffier Harold Mayot Lucas Poullain Mark Lajal                        |
| 20 de marzo | Zadar Open Zadar, Croacia Challenger 75 – Tierra batida – 32S/24Q/16D Cuadro Individuales – Cuadro Dobles                           | Alessandro Giannessi 6–4, 5–7, 7–6(8–6)                        | Sebastian Ofner                     | Flavio Cobolli Arthur Cazaux                | Giulio Zeppieri Matteo Gigante Zsombor Piros Dino Prižmić                       |
| 20 de marzo | Zadar Open Zadar, Croacia Challenger 75 – Tierra batida – 32S/24Q/16D Cuadro Individuales – Cuadro Dobles                           | Manuel Guinard Nino Serdarušić 6–4, 6–0                        | Ivan Sabanov Matej Sabanov          | Flavio Cobolli Arthur Cazaux                | Giulio Zeppieri Matteo Gigante Zsombor Piros Dino Prižmić                       |
| 27 de marzo | México City Open Ciudad de México, México Challenger 125 – Tierra batida – 32S/24Q/16D Cuadro Individuales – Cuadro Dobles          | Dominik Koepfer 2–6, 6–4, 6–2                                  | Thiago Agustín Tirante              | Maximilian Neuchrist Jan Choinski           | Federico Gaio Antoine Bellier Nicolás Mejía Enzo Couacaud                       |
| 27 de marzo | México City Open Ciudad de México, México Challenger 125 – Tierra batida – 32S/24Q/16D Cuadro Individuales – Cuadro Dobles          | Boris Arias Federico Zeballos 7–5, 5–7, [10–2]                 | Evan King Reese Stalder             | Maximilian Neuchrist Jan Choinski           | Federico Gaio Antoine Bellier Nicolás Mejía Enzo Couacaud                       |
| 27 de marzo | San Remo Challenger San Remo, Italia Challenger 125 – Tierra batida – 32S/24Q/16D Cuadro Individuales – Cuadro Dobles               | Luca Van Assche 6–1, 6–3                                       | Juan Pablo Varillas                 | Kimmer Coppejans Vít Kopřiva                | Andrea Vavassori Zsombor Piros Alexandre Müller Gianluca Mager                  |
| 27 de marzo | San Remo Challenger San Remo, Italia Challenger 125 – Tierra batida – 32S/24Q/16D Cuadro Individuales – Cuadro Dobles               | Victor Vlad Cornea Franko Škugor 6–2, 6–3                      | Nikola Ćaćić Marcelo Demoliner      | Kimmer Coppejans Vít Kopřiva                | Andrea Vavassori Zsombor Piros Alexandre Müller Gianluca Mager                  |
| 27 de marzo | Play In Challenger Lille, Francia Challenger 100 – Dura (i) – 32S/24Q/16D Cuadro Individuales – Cuadro Dobles                       | Otto Virtanen 6–7(3–7), 6–4, 6–2                               | Max Purcell                         | Michael Geerts Jurij Rodionov               | Maxime Janvier Altuğ Çelikbilek Vitaliy Sachko Gabriel Diallo                   |
| 27 de marzo | Play In Challenger Lille, Francia Challenger 100 – Dura (i) – 32S/24Q/16D Cuadro Individuales – Cuadro Dobles                       | Max Purcell Jason Taylor 7–6(7–3), 6–4                         | Dustin Brown Aisam-ul-Haq Qureshi   | Michael Geerts Jurij Rodionov               | Maxime Janvier Altuğ Çelikbilek Vitaliy Sachko Gabriel Diallo                   |
| 27 de marzo | Girona Challenger Gerona, España Challenger 75 – Dura – 32S/24Q/16D Cuadro Individuales – Cuadro Dobles                             | Ivan Gakhov 5–7, 6–4, 0–0 ret.                                 | Gastão Elias                        | Jesper de Jong Pedro Martínez               | Pedro Cachín Timofey Skatov Mariano Navone Jaume Munar                          |
| 27 de marzo | Girona Challenger Gerona, España Challenger 75 – Dura – 32S/24Q/16D Cuadro Individuales – Cuadro Dobles                             | Yuki Bhambri Saketh Myneni 6–4, 6–4                            | Íñigo Cervantes Oriol Roca Batalla  | Jesper de Jong Pedro Martínez               | Pedro Cachín Timofey Skatov Mariano Navone Jaume Munar                          |

### Torneos en abril
| Semana de   | Torneo | Campeones                                                    | Finalista                                   | Semifinales                           | Cuartos de final                                                                      |
| ----------- | --- | ------------------------------------------------------------ | ------------------------------------------- | ------------------------------------- | ------------------------------------------------------------------------------------- |
| 3 de abril  | Open Città della Disfida Barletta, Italia Challenger 75 – Tierra batida – 32S/24Q/16D Cuadro Individuales – Cuadro Dobles                       | Shintaro Mochizuki 6–1, 6–4                                  | Santiago Rodríguez Taverna                  | Franco Agamenone Nicholas David Ionel | Zsombor Piros Laurent Lokoli Andrea Pellegrino Steven Diez                            |
| 3 de abril  | Open Città della Disfida Barletta, Italia Challenger 75 – Tierra batida – 32S/24Q/16D Cuadro Individuales – Cuadro Dobles                       | Jacopo Berrettini Flavio Cobolli 1–6, 7–5, [10–6]            | Zdeněk Kolář Denys Molchanov                | Franco Agamenone Nicholas David Ionel | Zsombor Piros Laurent Lokoli Andrea Pellegrino Steven Diez                            |
| 3 de abril  | Murcia Open Murcia, España Challenger 75 – Tierra batida – 32S/24Q/16D Cuadro Individuales – Cuadro Dobles                                      | Matteo Arnaldi 6–4, 7–6(7–4)                                 | Borna Gojo                                  | Pablo Llamas Ruiz Marco Trungelliti   | Jesper de Jong Daniel Dutra da Silva Viktor Durasovic Mikhail Kukushkin               |
| 3 de abril  | Murcia Open Murcia, España Challenger 75 – Tierra batida – 32S/24Q/16D Cuadro Individuales – Cuadro Dobles                                      | Daniel Rincón Abedallah Shelbayh 7–6(7–3), 6–4               | Marco Bortolotti Sergio Martos Gornés       | Pablo Llamas Ruiz Marco Trungelliti   | Jesper de Jong Daniel Dutra da Silva Viktor Durasovic Mikhail Kukushkin               |
| 3 de abril  | San Luis Open San Luis Potosí, México Challenger 75 – Tierra batida – 32S/24Q/16D Cuadro Individuales – Cuadro Dobles                           | Tomás Barrios 7–6(8–6), 7–5                                  | Dominik Koepfer                             | Jan Choinski Patrick Kypson           | Thiago Agustín Tirante Maximilian Neuchrist Giovanni Mpetshi Perricard Térence Atmane |
| 3 de abril  | San Luis Open San Luis Potosí, México Challenger 75 – Tierra batida – 32S/24Q/16D Cuadro Individuales – Cuadro Dobles                           | Colin Sinclair Adam Walton 5–7, 6–3, [10–5]                  | Benjamin Lock Rubin Statham                 | Jan Choinski Patrick Kypson           | Thiago Agustín Tirante Maximilian Neuchrist Giovanni Mpetshi Perricard Térence Atmane |
| 10 de abril | Sarasota Open Sarasota, Estados Unidos Challenger 125 – Tierra batida (verde) – 32S/24Q/16D Cuadro Individuales – Cuadro Dobles                 | Daniel Altmaier 7–6(7–1), 6–1                                | Daniel Elahi Galán                          | Tomáš Macháč Enzo Couacaud            | Jason Kubler Aleksandar Vukic Gabriel Diallo Genaro Alberto Olivieri                  |
| 10 de abril | Sarasota Open Sarasota, Estados Unidos Challenger 125 – Tierra batida (verde) – 32S/24Q/16D Cuadro Individuales – Cuadro Dobles                 | Julian Cash Henry Patten 7–6(7–4), 6–4                       | Guido Andreozzi Guillermo Durán             | Tomáš Macháč Enzo Couacaud            | Jason Kubler Aleksandar Vukic Gabriel Diallo Genaro Alberto Olivieri                  |
| 10 de abril | Open Comunidad de Madrid Madrid, España Challenger 75 – Tierra batida – 32S/24Q/16D Cuadro Individuales – Cuadro Dobles                         | Alexander Shevchenko 6–4, 6–3                                | Pedro Cachín                                | Andrea Collarini Francesco Passaro    | Sebastian Ofner Miljan Zekić Nicolas Moreno de Alboran Sergi Pérez Contri             |
| 10 de abril | Open Comunidad de Madrid Madrid, España Challenger 75 – Tierra batida – 32S/24Q/16D Cuadro Individuales – Cuadro Dobles                         | Ivan Liutarevich Vladyslav Manafov 6–4, 6–4                  | Patrik Niklas-Salminen Bart Stevens         | Andrea Collarini Francesco Passaro    | Sebastian Ofner Miljan Zekić Nicolas Moreno de Alboran Sergi Pérez Contri             |
| 10 de abril | Torneo Internacional Challenger León León, México Challenger 75 – Dura – 32S/24Q/16D Cuadro Individuales – Cuadro Dobles                        | Giovanni Mpetshi Perricard 6–7(5–7), 7–6(8–6), 7–6(7–3)      | Juan Pablo Ficovich                         | Aziz Dougaz Maximilian Neuchrist      | James Duckworth Nicolás Mejía Antoine Bellier Elmar Ejupovic                          |
| 10 de abril | Torneo Internacional Challenger León León, México Challenger 75 – Dura – 32S/24Q/16D Cuadro Individuales – Cuadro Dobles                        | Aziz Dougaz Antoine Escoffier 7–6(7–5), 3–6, [10–5]          | Maximilian Neuchrist Michail Pervolarakis   | Aziz Dougaz Maximilian Neuchrist      | James Duckworth Nicolás Mejía Antoine Bellier Elmar Ejupovic                          |
| 10 de abril | Split Open Split, Croacia Challenger 75 – Tierra batida – 32S/24Q/16D Cuadro Individuales – Cuadro Dobles                                       | Zsombor Piros 7–6(7–2), 7–6(11–9)                            | Norbert Gombos                              | Christopher O'Connell Marc Polmans    | Dino Prižmić Radu Albot Máté Valkusz Filip Misolic                                    |
| 10 de abril | Split Open Split, Croacia Challenger 75 – Tierra batida – 32S/24Q/16D Cuadro Individuales – Cuadro Dobles                                       | Sadio Doumbia Fabien Reboul 6–4, 6–4                         | Anirudh Chandrasekar Vijay Sundar Prashanth | Christopher O'Connell Marc Polmans    | Dino Prižmić Radu Albot Máté Valkusz Filip Misolic                                    |
| 17 de abril | Open de Oeiras Oeiras, Portugal Challenger 125 – Tierra batida – 32S/24Q/16D Cuadro Individuales – Cuadro Dobles                                | Zsombor Piros 6–3, 6–4                                       | Juan Manuel Cerúndolo                       | Sebastian Ofner Pedro Sousa           | Kimmer Coppejans Andrea Vavassori Kaichi Uchida Steven Diez                           |
| 17 de abril | Open de Oeiras Oeiras, Portugal Challenger 125 – Tierra batida – 32S/24Q/16D Cuadro Individuales – Cuadro Dobles                                | Victor Vlad Cornea Franko Škugor 7–6(7–2), 7–6(7–4)          | Marcelo Demoliner Andrea Vavassori          | Sebastian Ofner Pedro Sousa           | Kimmer Coppejans Andrea Vavassori Kaichi Uchida Steven Diez                           |
| 17 de abril | Florianópolis Challenger Florianópolis, Brasil Challenger 75 – Tierra batida – 32S/24Q/16D Cuadro Individuales – Cuadro Dobles                  | Tomás Barrios 6–4, 6–4                                       | Alejandro Tabilo                            | Eduardo Ribeiro Benjamin Hassan       | Genaro Alberto Olivieri João Fonseca Alessandro Giannessi Francisco Comesaña          |
| 17 de abril | Florianópolis Challenger Florianópolis, Brasil Challenger 75 – Tierra batida – 32S/24Q/16D Cuadro Individuales – Cuadro Dobles                  | Pedro Boscardin Dias Gustavo Heide 6–2, 7–5                  | Christian Oliveira Pedro Sakamoto           | Eduardo Ribeiro Benjamin Hassan       | Genaro Alberto Olivieri João Fonseca Alessandro Giannessi Francisco Comesaña          |
| 17 de abril | Morelos Open Cuernavaca, México Challenger 75 – Dura – 32S/24Q/16D Cuadro Individuales – Cuadro Dobles                                          | Thiago Agustín Tirante 7–5, 6–0                              | James Duckworth                             | Christian Langmo Mark Lajal           | Vitaliy Sachko Antoine Escoffier Juan Pablo Ficovich Térence Atmane                   |
| 17 de abril | Morelos Open Cuernavaca, México Challenger 75 – Dura – 32S/24Q/16D Cuadro Individuales – Cuadro Dobles                                          | Skander Mansouri Michail Pervolarakis 6–4, 6–4               | Benjamin Lock Rubin Statham                 | Christian Langmo Mark Lajal           | Vitaliy Sachko Antoine Escoffier Juan Pablo Ficovich Térence Atmane                   |
| 17 de abril | Challenger di Roseto degli Abruzzi Roseto degli Abruzzi, Italia Challenger 75 – Tierra batida – 32S/24Q/16D Cuadro Individuales – Cuadro Dobles | Filip Misolic 4–6, 7–5, 7–6(8–6)                             | Raphaël Collignon                           | Dalibor Svrčina Nicholas David Ionel  | Andrea Pellegrino Jesper de Jong Gauthier Onclin Franco Agamenone                     |
| 17 de abril | Challenger di Roseto degli Abruzzi Roseto degli Abruzzi, Italia Challenger 75 – Tierra batida – 32S/24Q/16D Cuadro Individuales – Cuadro Dobles | Dan Added Titouan Droguet 6–2, 1–6, [12–10]                  | Jacopo Berrettini Andrea Pellegrino         | Dalibor Svrčina Nicholas David Ionel  | Andrea Pellegrino Jesper de Jong Gauthier Onclin Franco Agamenone                     |
| 17 de abril | Tallahassee Tennis Challenger Tallahassee, Estados Unidos Challenger 75 – Tierra batida – 32S/24Q/16D Cuadro Individuales – Cuadro Dobles       | Zizou Bergs 7–5, 6–2                                         | Tung-lin Wu                                 | Seong-chan Hong Enzo Couacaud         | Zhizhen Zhang Moez Echargui Thai-Son Kwiatkowski Alex Michelsen                       |
| 17 de abril | Tallahassee Tennis Challenger Tallahassee, Estados Unidos Challenger 75 – Tierra batida – 32S/24Q/16D Cuadro Individuales – Cuadro Dobles       | Federico Agustín Gómez Nicolás Kicker 7–6(7–2), 4–6, [13–11] | William Blumberg Luis David Martínez        | Seong-chan Hong Enzo Couacaud         | Zhizhen Zhang Moez Echargui Thai-Son Kwiatkowski Alex Michelsen                       |
| 24 de abril | Seoul Open Challenger Seúl, Corea del Sur Challenger 125 – Dura – 32S/24Q/16D Cuadro Individuales – Cuadro Dobles                               | Yunchaokete Bu 7–6(7–4), 6–4                                 | Aleksandar Vukic                            | Yasutaka Uchiyama Yun-seong Chung     | Seong-chan Hong Denis Kudla Rinky Hijikata Christopher Eubanks                        |
| 24 de abril | Seoul Open Challenger Seúl, Corea del Sur Challenger 125 – Dura – 32S/24Q/16D Cuadro Individuales – Cuadro Dobles                               | Max Purcell Yasutaka Uchiyama 6–1, 6–4                       | Yun-seong Chung Yuta Shimizu                | Yasutaka Uchiyama Yun-seong Chung     | Seong-chan Hong Denis Kudla Rinky Hijikata Christopher Eubanks                        |
| 24 de abril | Ostra Group Open Ostrava, República Checa Challenger 75 – Tierra batida – 32S/24Q/16D Cuadro Individuales – Cuadro Dobles                       | Zdeněk Kolář 6–3, 6–2                                        | Máté Valkusz                                | Shintaro Mochizuki Riccardo Bonadio   | Damir Džumhur Gauthier Onclin Frederico Ferreira Silva Jiří Veselý                    |
| 24 de abril | Ostra Group Open Ostrava, República Checa Challenger 75 – Tierra batida – 32S/24Q/16D Cuadro Individuales – Cuadro Dobles                       | Robert Galloway Miguel Ángel Reyes-Varela 7–5, 7–6(7–5)      | Guido Andreozzi Guillermo Durán             | Shintaro Mochizuki Riccardo Bonadio   | Damir Džumhur Gauthier Onclin Frederico Ferreira Silva Jiří Veselý                    |
| 24 de abril | Garden Open Roma, Italia Challenger 75 – Tierra batida – 32S/24Q/16D Cuadro Individuales – Cuadro Dobles                                        | Sumit Nagal 6–3, 6–2                                         | Jesper de Jong                              | Joris De Loore Flavio Cobolli         | Alexander Ritschard Max Houkes Marco Trungelliti Franco Agamenone                     |
| 24 de abril | Garden Open Roma, Italia Challenger 75 – Tierra batida – 32S/24Q/16D Cuadro Individuales – Cuadro Dobles                                        | Nicolás Barrientos Francisco Cabral 6–3, 6–1                 | Andrey Golubev Denys Molchanov              | Joris De Loore Flavio Cobolli         | Alexander Ritschard Max Houkes Marco Trungelliti Franco Agamenone                     |
| 24 de abril | Savannah Challenger Savannah, Estados Unidos Challenger 75 – Tierra batida (verde) – 32S/24Q/16D Cuadro Individuales – Cuadro Dobles            | Facundo Díaz Acosta 6–3, 6–1                                 | Tristan Boyer                               | Calvin Hemery Patrick Kypson          | Zizou Bergs Mitchell Krueger Nicolás Kicker Aziz Dougaz                               |
| 24 de abril | Savannah Challenger Savannah, Estados Unidos Challenger 75 – Tierra batida (verde) – 32S/24Q/16D Cuadro Individuales – Cuadro Dobles            | William Blumberg Luis David Martínez 6–1, 6–4                | Federico Agustín Gómez Nicolás Kicker       | Calvin Hemery Patrick Kypson          | Zizou Bergs Mitchell Krueger Nicolás Kicker Aziz Dougaz                               |
| 24 de abril | Challenger Tenis Club Argentino Buenos Aires, Argentina Challenger 50 – Tierra batida – 32S/24Q/16D Cuadro Individuales – Cuadro Dobles         | Thiago Seyboth Wild 6–3, 6–3                                 | Luciano Darderi                             | Andrea Collarini Mariano Navone       | Gonzalo Villanueva Santiago Rodríguez Taverna Hernán Casanova Román Andrés Burruchaga |
| 24 de abril | Challenger Tenis Club Argentino Buenos Aires, Argentina Challenger 50 – Tierra batida – 32S/24Q/16D Cuadro Individuales – Cuadro Dobles         | Francisco Comesaña Thiago Seyboth Wild 6–3, 6–7(5–7), [10–6] | Hernán Casanova Santiago Rodríguez Taverna  | Andrea Collarini Mariano Navone       | Gonzalo Villanueva Santiago Rodríguez Taverna Hernán Casanova Román Andrés Burruchaga |

### Torneos en mayo
| Semana de  | Torneo | Campeones                                                 | Finalista                                  | Semifinales                                     | Cuartos de final                                                                   |
| ---------- | --- | --------------------------------------------------------- | ------------------------------------------ | ----------------------------------------------- | ---------------------------------------------------------------------------------- |
| 1 de mayo  | Open du Pays d'Aix Aix-en-Provence, Francia Challenger 175 – Tierra batida – 28S/16Q/16D Cuadro Individuales – Cuadro Dobles                   | Andy Murray 2–6, 6–1, 6–2                                 | Tommy Paul                                 | David Goffin Harold Mayot                       | Jurij Rodionov Arthur Fils Luca Van Assche Alexander Bublik                        |
| 1 de mayo  | Open du Pays d'Aix Aix-en-Provence, Francia Challenger 175 – Tierra batida – 28S/16Q/16D Cuadro Individuales – Cuadro Dobles                   | Jason Kubler John Peers 6–7(5–7), 6–4, [10–7]             | Nuno Borges Francisco Cabral               | David Goffin Harold Mayot                       | Jurij Rodionov Arthur Fils Luca Van Assche Alexander Bublik                        |
| 1 de mayo  | Sardegna Open Cagliari, Italia Challenger 175 – Tierra batida – 28S/16Q/16D Cuadro Individuales – Cuadro Dobles                                | Ugo Humbert 4–6, 7–5, 6–4                                 | Laslo Djere                                | Daniel Elahi Galán Ben Shelton                  | Borna Gojo Taro Daniel Thanasi Kokkinakis Giulio Zeppieri                          |
| 1 de mayo  | Sardegna Open Cagliari, Italia Challenger 175 – Tierra batida – 28S/16Q/16D Cuadro Individuales – Cuadro Dobles                                | Alexander Erler Lucas Miedler 7–6(8–6), 6–3               | Máximo González Andrés Molteni             | Daniel Elahi Galán Ben Shelton                  | Borna Gojo Taro Daniel Thanasi Kokkinakis Giulio Zeppieri                          |
| 1 de mayo  | Gwangju Open Gwangju, Corea del Sur Challenger 75 – Dura – 32S/24Q/16D Cuadro Individuales – Cuadro Dobles                                     | Jordan Thompson 6–3, 6–2                                  | Max Purcell                                | Marc Polmans Christopher Eubanks                | Emilio Gómez Jason Jung Rinky Hijikata Yunchaokete Bu                              |
| 1 de mayo  | Gwangju Open Gwangju, Corea del Sur Challenger 75 – Dura – 32S/24Q/16D Cuadro Individuales – Cuadro Dobles                                     | Evan King Reese Stalder 6–4, 6–2                          | Andrew Harris John-Patrick Smith           | Marc Polmans Christopher Eubanks                | Emilio Gómez Jason Jung Rinky Hijikata Yunchaokete Bu                              |
| 1 de mayo  | I.ČLTK Prague Open Praga, República Checa Challenger 75 – Tierra batida – 32S/24Q/16D Cuadro Individuales – Cuadro Dobles                      | Dominic Stricker 7–6(9–7), 6–3                            | Sebastian Ofner                            | Filip Krajinović Lukáš Klein                    | Dominik Koepfer Dalibor Svrčina Zdeněk Kolář Tomás Barrios Vera                    |
| 1 de mayo  | I.ČLTK Prague Open Praga, República Checa Challenger 75 – Tierra batida – 32S/24Q/16D Cuadro Individuales – Cuadro Dobles                      | Petr Nouza Andrew Paulson 6–4, 6–3                        | Jiří Barnat Jan Hrazdil                    | Filip Krajinović Lukáš Klein                    | Dominik Koepfer Dalibor Svrčina Zdeněk Kolář Tomás Barrios Vera                    |
| 1 de mayo  | Challenger Coquimbo Coquimbo, Chile Challenger 50 – Tierra batida – 32S/24Q/16D Cuadro Individuales – Cuadro Dobles                            | Matheus Pucinelli de Almeida 7–6(7–1), 6–7(4–7), 6–4      | João Lucas Reis da Silva                   | Román Andrés Burruchaga Thiago Seyboth Wild     | Nick Hardt Santiago Rodríguez Taverna Facundo Juárez Mateus Alves                  |
| 1 de mayo  | Challenger Coquimbo Coquimbo, Chile Challenger 50 – Tierra batida – 32S/24Q/16D Cuadro Individuales – Cuadro Dobles                            | Valerio Aboian Murkel Dellien 7–6(7–4), 6–0               | Tomás Farjat Facundo Juárez                | Román Andrés Burruchaga Thiago Seyboth Wild     | Nick Hardt Santiago Rodríguez Taverna Facundo Juárez Mateus Alves                  |
| 8 de mayo  | Busan Open Busan, Corea del Sur Challenger 125 – Dura – 32S/24Q/16D Cuadro Individuales – Cuadro Dobles                                        | Aleksandar Vukic 6–4, 1–0 ret.                            | Max Purcell                                | Gabriel Diallo Brandon Holt                     | Yasutaka Uchiyama Jordan Thompson Li Tu Christopher Eubanks                        |
| 8 de mayo  | Busan Open Busan, Corea del Sur Challenger 125 – Dura – 32S/24Q/16D Cuadro Individuales – Cuadro Dobles                                        | Evan King Reese Stalder Walkover                          | Max Purcell Rubin Statham                  | Gabriel Diallo Brandon Holt                     | Yasutaka Uchiyama Jordan Thompson Li Tu Christopher Eubanks                        |
| 8 de mayo  | Upper Austria Open Mauthausen, Austria Challenger 100 – Tierra batida – 32S/24Q/16D Cuadro Individuales – Cuadro Dobles                        | Hamad Međedović 6–2, 6–7(5–7), 6–4                        | Filip Misolic                              | Dominic Thiem Sebastian Ofner                   | Dino Prižmić Dennis Novak Facundo Bagnis Hugo Gaston                               |
| 8 de mayo  | Upper Austria Open Mauthausen, Austria Challenger 100 – Tierra batida – 32S/24Q/16D Cuadro Individuales – Cuadro Dobles                        | Romain Arneodo Sam Weissborn 6–4, 6–2                     | Constantin Frantzen Hendrik Jebens         | Dominic Thiem Sebastian Ofner                   | Dino Prižmić Dennis Novak Facundo Bagnis Hugo Gaston                               |
| 8 de mayo  | Internazionali di Tennis d'Abruzzo Francavilla al Mare, Italia Challenger 75 – Tierra batida – 32S/24Q/16D Cuadro Individuales – Cuadro Dobles | Alejandro Tabilo 6–1, 7–5                                 | Benoît Paire                               | Lorenzo Giustino Nicholas David Ionel           | Raphaël Collignon Gianluca Mager Kimmer Coppejans Thiago Agustín Tirante           |
| 8 de mayo  | Internazionali di Tennis d'Abruzzo Francavilla al Mare, Italia Challenger 75 – Tierra batida – 32S/24Q/16D Cuadro Individuales – Cuadro Dobles | Nicolás Barrientos Ariel Behar 7–6(1), 3–6, [10–6]        | Sander Arends Petros Tsitsipas             | Lorenzo Giustino Nicholas David Ionel           | Raphaël Collignon Gianluca Mager Kimmer Coppejans Thiago Agustín Tirante           |
| 8 de mayo  | Sparta Prague Open Challenger Praga, República Checa Challenger 75 – Tierra batida – 32S/24Q/16D Cuadro Individuales – Cuadro Dobles           | Jakub Menšík 6–4, 6–3                                     | Dominik Koepfer                            | Alejandro Moro Cañas Nicolás Kicker             | Akira Santillan Shintaro Mochizuki Lukáš Klein Henri Laaksonen                     |
| 8 de mayo  | Sparta Prague Open Challenger Praga, República Checa Challenger 75 – Tierra batida – 32S/24Q/16D Cuadro Individuales – Cuadro Dobles           | Dan Added Albano Olivetti 6–4, 6–3                        | Miķelis Lībietis Hunter Reese              | Alejandro Moro Cañas Nicolás Kicker             | Akira Santillan Shintaro Mochizuki Lukáš Klein Henri Laaksonen                     |
| 15 de mayo | BNP Paribas Primrose Bordeaux Burdeos, Francia Challenger 175 – Tierra batida – 28S/16Q/16D Cuadro Individuales – Cuadro Dobles                | Ugo Humbert 7–6(7–3), 6–4                                 | Tomás Martín Etcheverry                    | Jan-Lennard Struff Richard Gasquet              | Corentin Moutet Albert Ramos Viñolas Mikael Ymer Stan Wawrinka                     |
| 15 de mayo | BNP Paribas Primrose Bordeaux Burdeos, Francia Challenger 175 – Tierra batida – 28S/16Q/16D Cuadro Individuales – Cuadro Dobles                | Lloyd Glasspool Harri Heliövaara 6–4, 6–2                 | Sadio Doumbia Fabien Reboul                | Jan-Lennard Struff Richard Gasquet              | Corentin Moutet Albert Ramos Viñolas Mikael Ymer Stan Wawrinka                     |
| 15 de mayo | Piemonte Open Turín, Italia Challenger 175 – Tierra batida – 28S/16Q/16D Cuadro Individuales – Cuadro Dobles                                   | Dominik Koepfer 6–7(5–7), 6–2, 6–0                        | Federico Gaio                              | Sebastián Báez Daniel Elahi Galán               | Thiago Seyboth Wild Andrea Collarini Edoardo Lavagno Flavio Cobolli                |
| 15 de mayo | Piemonte Open Turín, Italia Challenger 175 – Tierra batida – 28S/16Q/16D Cuadro Individuales – Cuadro Dobles                                   | Andrey Golubev Denys Molchanov 7–6(7–4), 6–7(6–8), [10–5] | Nathaniel Lammons John Peers               | Sebastián Báez Daniel Elahi Galán               | Thiago Seyboth Wild Andrea Collarini Edoardo Lavagno Flavio Cobolli                |
| 15 de mayo | Tunis Open Tunis, Túnez Challenger 75 – Tierra batida – 32S/24Q/16D Cuadro Individuales – Cuadro Dobles                                        | Sho Shimabukuro 6–4, 6–4                                  | Geoffrey Blancaneaux                       | Borna Gojo J de Jong                            | Jakub Menšík Maximilian Marterer Aziz Dougaz Damir Džumhur                         |
| 15 de mayo | Tunis Open Tunis, Túnez Challenger 75 – Tierra batida – 32S/24Q/16D Cuadro Individuales – Cuadro Dobles                                        | Théo Arribagé Luca Sanchez 4–6, 6–3, [10–5]               | James McCabe Aziz Ouakaa                   | Borna Gojo J de Jong                            | Jakub Menšík Maximilian Marterer Aziz Dougaz Damir Džumhur                         |
| 15 de mayo | Open de Oeiras II Oeiras, Portugal Challenger 75 – Tierra batida – 32S/24Q/16D Cuadro Individuales – Cuadro Dobles                             | Facundo Díaz Acosta 6–4, 6–3                              | Aleksandar Vukic                           | Nicolas Moreno de Alboran Felipe Meligeni Alves | Pedro Cachín Radu Albot Alexander Ritschard Pedro Martínez                         |
| 15 de mayo | Open de Oeiras II Oeiras, Portugal Challenger 75 – Tierra batida – 32S/24Q/16D Cuadro Individuales – Cuadro Dobles                             | Luke Johnson Sem Verbeek 6–7(6–8), 7–5, [10–6]            | Jaime Faria Henrique Rocha                 | Nicolas Moreno de Alboran Felipe Meligeni Alves | Pedro Cachín Radu Albot Alexander Ritschard Pedro Martínez                         |
| 22 de mayo | Macedonian Open Skopje, Macedonia Challenger 75 – Tierra batida – 32S/24Q/16D Cuadro Individuales – Cuadro Dobles                              | Máté Valkusz 6–3, 6–4                                     | Francisco Comesaña                         | Dragoș Nicolae Mădăraș Evgeny Donskoy           | Aziz Dougaz Alexander Weis Oliver Crawford Gerard Campana Lee                      |
| 22 de mayo | Macedonian Open Skopje, Macedonia Challenger 75 – Tierra batida – 32S/24Q/16D Cuadro Individuales – Cuadro Dobles                              | Petr Nouza Andrew Paulson 7–6(7–5), 6–3                   | Sriram Balaji Jeevan Nedunchezhiyan        | Dragoș Nicolae Mădăraș Evgeny Donskoy           | Aziz Dougaz Alexander Weis Oliver Crawford Gerard Campana Lee                      |
| 29 de mayo | Little Rock Challenger Little Rock, Estados Unidos Challenger 75 – Dura – 32S/24Q/16D Cuadro Individuales – Cuadro Dobles                      | Mark Lajal 6–4, 7-5                                       | Beibit Zhukayev                            | Antoine Escoffier Adam Walton                   | Aziz Dougaz Thai-Son Kwiatkowski Alexis Galarneau Mikhail Kukushkin                |
| 29 de mayo | Little Rock Challenger Little Rock, Estados Unidos Challenger 75 – Dura – 32S/24Q/16D Cuadro Individuales – Cuadro Dobles                      | Nam Ji-sung Artem Sitak 6–4, 6–4                          | Alexis Galarneau Nicolas Moreno de Alboran | Antoine Escoffier Adam Walton                   | Aziz Dougaz Thai-Son Kwiatkowski Alexis Galarneau Mikhail Kukushkin                |
| 29 de mayo | Saturn Oil Open Troisdorf, Alemania Challenger 75 – Tierra batida – 32S/24Q/16D Cuadro Individuales – Cuadro Dobles                            | Ivan Gakhov 6–2, 5–7, 6–3                                 | Frederico Ferreira Silva                   | Pavel Kotov Sumit Nagal                         | Robert Strombachs Nick Hardt Oleksii Krutykh Renzo Olivo                           |
| 29 de mayo | Saturn Oil Open Troisdorf, Alemania Challenger 75 – Tierra batida – 32S/24Q/16D Cuadro Individuales – Cuadro Dobles                            | Íñigo Cervantes Oriol Roca Batalla 6-2, 7-6(7–1)          | Manuel Guinard Grégoire Jacq               | Pavel Kotov Sumit Nagal                         | Robert Strombachs Nick Hardt Oleksii Krutykh Renzo Olivo                           |
| 29 de mayo | Internazionali di Tennis Città di Vicenza Vicenza, Italia Challenger 75 – Tierra batida – 32S/24Q/16D Cuadro Individuales – Cuadro Dobles      | Francisco Comesaña 3-6, 6-2, 6-2                          | Pablo Llamas Ruiz                          | Francesco Passaro Román Andrés Burruchaga       | Santiago Rodríguez Taverna Matheus Pucinelli de Almeida Nino Serdarušić Luca Nardi |
| 29 de mayo | Internazionali di Tennis Città di Vicenza Vicenza, Italia Challenger 75 – Tierra batida – 32S/24Q/16D Cuadro Individuales – Cuadro Dobles      | Anirudh Chandrasekar Vijay Sundar Prashanth 6–3, 6–2      | Fernando Romboli Marcelo Zormann           | Francesco Passaro Román Andrés Burruchaga       | Santiago Rodríguez Taverna Matheus Pucinelli de Almeida Nino Serdarušić Luca Nardi |

### Torneos en junio
| Semana de   | Torneo | Campeones                                             | Finalista                             | Semifinales                               | Cuartos de final                                                           |
| ----------- | --- | ----------------------------------------------------- | ------------------------------------- | ----------------------------------------- | -------------------------------------------------------------------------- |
| 5 de junio  | Heilbronner Neckarcup Heilbronn, Alemania Challenger 125 – Tierra batida – 32S/24Q/16D Cuadro Individuales – Cuadro Dobles                 | Matteo Arnaldi 7-6(7–4), 6-1                          | Facundo Díaz Acosta                   | Rudolf Molleker Pedro Martínez            | Akira Santillan Daniel Elahi Galán Pavel Kotov Jaume Munar                 |
| 5 de junio  | Heilbronner Neckarcup Heilbronn, Alemania Challenger 125 – Tierra batida – 32S/24Q/16D Cuadro Individuales – Cuadro Dobles                 | Constantin Frantzen Hendrik Jebens 7-6(9–7), 6-4      | Victor Vlad Cornea Philipp Oswald     | Rudolf Molleker Pedro Martínez            | Akira Santillan Daniel Elahi Galán Pavel Kotov Jaume Munar                 |
| 5 de junio  | Surbiton Trophy Surbiton, Reino Unido Challenger 125 – Césped – 32S/24Q/16D Cuadro Individuales – Cuadro Dobles                            | Andy Murray 6–3, 6–2                                  | Jurij Rodionov                        | Zizou Bergs Jordan Thompson               | Gabriel Diallo Constant Lestienne Rinky Hijikata Jason Kubler              |
| 5 de junio  | Surbiton Trophy Surbiton, Reino Unido Challenger 125 – Césped – 32S/24Q/16D Cuadro Individuales – Cuadro Dobles                            | Liam Broady Jonny O'Mara 6-4, 5-7, [10-8]             | Alexei Popyrin Aleksandar Vukic       | Zizou Bergs Jordan Thompson               | Gabriel Diallo Constant Lestienne Rinky Hijikata Jason Kubler              |
| 5 de junio  | UniCredit Czech Open Prostějov, República Checa Challenger 100 – Tierra batida – 32S/24Q/16D Cuadro Individuales – Cuadro Dobles           | Dalibor Svrčina 6–4, 6–2                              | Tomáš Macháč                          | Lukáš Klein Francisco Comesaña            | Jiří Lehečka Jakub Menšík Dimitar Kuzmanov Román Andrés Burruchaga         |
| 5 de junio  | UniCredit Czech Open Prostějov, República Checa Challenger 100 – Tierra batida – 32S/24Q/16D Cuadro Individuales – Cuadro Dobles           | Ariel Behar Adam Pavlásek 7–5, 6–4                    | Marco Bortolotti Sergio Martos Gornés | Lukáš Klein Francisco Comesaña            | Jiří Lehečka Jakub Menšík Dimitar Kuzmanov Román Andrés Burruchaga         |
| 5 de junio  | Tyler Tennis Championships Tyler, Estados Unidos Challenger 75 – Dura – 32S/24Q/16D Cuadro Individuales – Cuadro Dobles                    | Nicolas Moreno de Alboran 6-7(8–10), 7-6(7–0), 6-4    | Mikhail Kukushkin                     | Peter Gojowczyk Alexis Galarneau          | Adam Neff Tennys Sandgren Yuta Shimizu Skander Mansouri                    |
| 5 de junio  | Tyler Tennis Championships Tyler, Estados Unidos Challenger 75 – Dura – 32S/24Q/16D Cuadro Individuales – Cuadro Dobles                    | Alex Bolt Andrew Harris 6–1, 6–4                      | Evan King Reese Stalder               | Peter Gojowczyk Alexis Galarneau          | Adam Neff Tennys Sandgren Yuta Shimizu Skander Mansouri                    |
| 12 de junio | Nottingham Open Nottingham, Reino Unido Challenger 125 – Césped – 32S/24Q/16D Cuadro Individuales – Cuadro Dobles                          | Andy Murray 6-4, 6-4                                  | Arthur Cazaux                         | Nuno Borges Dominik Koepfer               | Dominic Stricker Sho Shimabukuro Gabriel Diallo George Loffhagen           |
| 12 de junio | Nottingham Open Nottingham, Reino Unido Challenger 125 – Césped – 32S/24Q/16D Cuadro Individuales – Cuadro Dobles                          | Jacob Fearnley Johannus Monday 6-3, 6-7(6–8), [10-7]  | Liam Broady Jonny O'Mara              | Nuno Borges Dominik Koepfer               | Dominic Stricker Sho Shimabukuro Gabriel Diallo George Loffhagen           |
| 12 de junio | Internazionali di Tennis Città di Perugia Perugia, Italia Challenger 125 – Tierra batida – 32S/24Q/16D Cuadro Individuales – Cuadro Dobles | Fábián Marozsán 6–2, 6–3                              | Edoardo Lavagno                       | Pedro Cachín Alexandre Müller             | Nerman Fatić Francesco Maestrelli Jaume Munar Raúl Brancaccio              |
| 12 de junio | Internazionali di Tennis Città di Perugia Perugia, Italia Challenger 125 – Tierra batida – 32S/24Q/16D Cuadro Individuales – Cuadro Dobles | Boris Arias Federico Zeballos 7-6(7–3),7-6(8–6)       | Luciano Darderi Juan Pablo Paz        | Pedro Cachín Alexandre Müller             | Nerman Fatić Francesco Maestrelli Jaume Munar Raúl Brancaccio              |
| 12 de junio | Bratislava Open Bratislava, Eslovaquia Challenger 100 – Tierra batida – 32S/24Q/16D Cuadro Individuales – Cuadro Dobles                    | Vitaliy Sachko 2-6, 6-2, 7-6(7–2)                     | Dimitar Kuzmanov                      | Alex Molčan Tomás Barrios                 | Tomáš Macháč Jérôme Kym Federico Coria Jakub Menšík                        |
| 12 de junio | Bratislava Open Bratislava, Eslovaquia Challenger 100 – Tierra batida – 32S/24Q/16D Cuadro Individuales – Cuadro Dobles                    | Ariel Behar Adam Pavlásek 6-4, 6-4                    | Neil Oberleitner Tim Sandkaulen       | Alex Molčan Tomás Barrios                 | Tomáš Macháč Jérôme Kym Federico Coria Jakub Menšík                        |
| 12 de junio | Open Sopra Steria de Lyon Lyon, Francia Challenger 100 – Tierra batida – 32S/24Q/16D Cuadro Individuales – Cuadro Dobles                   | Felipe Meligeni Alves 6-4, 0-6, 7-6(9–7)              | Alexander Ritschard                   | Alejandro Moro Cañas Gabriel Debru        | Pablo Llamas Ruiz Mathias Bourgue Salvatore Caruso Benoît Paire            |
| 12 de junio | Open Sopra Steria de Lyon Lyon, Francia Challenger 100 – Tierra batida – 32S/24Q/16D Cuadro Individuales – Cuadro Dobles                   | Manuel Guinard Grégoire Jacq 6-4, 2-6, [10-7]         | Constantin Frantzen Hendrik Jebens    | Alejandro Moro Cañas Gabriel Debru        | Pablo Llamas Ruiz Mathias Bourgue Salvatore Caruso Benoît Paire            |
| 12 de junio | Caribbean Open Palmas del Mar, Puerto Rico Challenger 75 – Dura – 32S/24Q/16D Cuadro Individuales – Cuadro Dobles                          | Kei Nishikori 6–2, 7–5                                | Michael Zheng                         | Beibit Zhukayev Gustavo Heide             | Liam Draxl Alexis Galarneau Adam Walton Bernard Tomic                      |
| 12 de junio | Caribbean Open Palmas del Mar, Puerto Rico Challenger 75 – Dura – 32S/24Q/16D Cuadro Individuales – Cuadro Dobles                          | Evan King Reese Stalder 3-6, 7-5, [11-9]              | Toshihide Matsui Kaito Uesugi         | Beibit Zhukayev Gustavo Heide             | Liam Draxl Alexis Galarneau Adam Walton Bernard Tomic                      |
| 19 de junio | Ilkley Trophy Ilkley, Reino Unido Challenger 125 – Césped – 32S/24Q/16D Cuadro Individuales – Cuadro Dobles                                | Jason Kubler 6-4, 6-4                                 | Sebastian Ofner                       | Arthur Cazaux Zsombor Piros               | Sho Shimabukuro Shang Juncheng Denis Kudla Charles Broom                   |
| 19 de junio | Ilkley Trophy Ilkley, Reino Unido Challenger 125 – Césped – 32S/24Q/16D Cuadro Individuales – Cuadro Dobles                                | Gonzalo Escobar Aleksandr Nedovyesov 2-6, 7-5, [11-9] | Robert Galloway John-Patrick Smith    | Arthur Cazaux Zsombor Piros               | Sho Shimabukuro Shang Juncheng Denis Kudla Charles Broom                   |
| 19 de junio | Emilia-Romagna Open Montechiarugolo, Italia Challenger 125 – Tierra batida – 32S/24Q/16D Cuadro Individuales – Cuadro Dobles               | Alexandre Müller 6-1, 6-4                             | Francesco Maestrelli                  | Giulio Zeppieri Stefano Travaglia         | Albert Ramos Viñolas Andrea Collarini Alessandro Giannessi Thiago Monteiro |
| 19 de junio | Emilia-Romagna Open Montechiarugolo, Italia Challenger 125 – Tierra batida – 32S/24Q/16D Cuadro Individuales – Cuadro Dobles               | Jonathan Eysseric Miguel Ángel Reyes-Varela 6-2, 6-3  | Luca Margaroli Ramkumar Ramanathan    | Giulio Zeppieri Stefano Travaglia         | Albert Ramos Viñolas Andrea Collarini Alessandro Giannessi Thiago Monteiro |
| 19 de junio | Poznań Open Poznań, Polonia Challenger 100 – Tierra batida – 32S/24Q/16D Cuadro Individuales – Cuadro Dobles                               | Mariano Navone 7-5, 6-3                               | Tomás Barrios                         | Zdeněk Kolář Timo Stodder                 | Ulises Blanch Facundo Díaz Acosta Daniel Michalski Manuel Guinard          |
| 19 de junio | Poznań Open Poznań, Polonia Challenger 100 – Tierra batida – 32S/24Q/16D Cuadro Individuales – Cuadro Dobles                               | Karol Drzewiecki Petr Nouza 7-6(7-2), 7-6(7–2)        | Ariel Behar Adam Pavlásek             | Zdeněk Kolář Timo Stodder                 | Ulises Blanch Facundo Díaz Acosta Daniel Michalski Manuel Guinard          |
| 19 de junio | Internationaux de Tennis de Blois Blois, Francia Challenger 75 – Tierra batida – 32S/24Q/16D Cuadro Individuales – Cuadro Dobles           | Quentin Halys 4–6, 6–2, 2–0 ret.                      | Kyrian Jacquet                        | Benjamin Hassan Nikolás Sánchez Izquierdo | Renzo Olivo Harold Mayot Ugo Blanchet Kenny de Schepper                    |
| 19 de junio | Internationaux de Tennis de Blois Blois, Francia Challenger 75 – Tierra batida – 32S/24Q/16D Cuadro Individuales – Cuadro Dobles           | Dan Added Grégoire Jacq 6–4, 6–4                      | Théo Arribagé Luca Sanchez            | Benjamin Hassan Nikolás Sánchez Izquierdo | Renzo Olivo Harold Mayot Ugo Blanchet Kenny de Schepper                    |
| 19 de junio | DirecTV Open Cali Cali, Colombia Challenger 75 – Tierra batida – 32S/24Q/16D Cuadro Individuales – Cuadro Dobles                           | Federico Delbonis 6-4, 6-7(6–8), 6-3                  | Guido Andreozzi                       | Santiago Rodríguez Taverna Pedro Sakamoto | Alejandro Tabilo Gustavo Heide Gerald Melzer Pedro Boscardin Dias          |
| 19 de junio | DirecTV Open Cali Cali, Colombia Challenger 75 – Tierra batida – 32S/24Q/16D Cuadro Individuales – Cuadro Dobles                           | Guido Andreozzi Cristian Rodríguez 6-3, 6-4           | Orlando Luz Oleg Prihodko             | Santiago Rodríguez Taverna Pedro Sakamoto | Alejandro Tabilo Gustavo Heide Gerald Melzer Pedro Boscardin Dias          |
| 26 de junio | Modena Challenger Modena, Italia Challenger 75 – Tierra batida – 32S/24Q/16D Cuadro Individuales – Cuadro Dobles                           | Emilio Nava 6-7(5–7), 7-6(8–6), 6-4                   | Titouan Droguet                       | Nerman Fatić Moez Echargui                | Federico Coria Maks Kaśnikowski Gianmarco Ferrari Térence Atmane           |
| 26 de junio | Modena Challenger Modena, Italia Challenger 75 – Tierra batida – 32S/24Q/16D Cuadro Individuales – Cuadro Dobles                           | William Blumberg Luis David Martínez 6–4, 6–4         | Roman Jebavý Vladyslav Manafov        | Nerman Fatić Moez Echargui                | Federico Coria Maks Kaśnikowski Gianmarco Ferrari Térence Atmane           |
| 26 de junio | Open Medellín Medellín, Colombia Challenger 50 – Tierra batida – 32S/24Q/16D Cuadro Individuales – Cuadro Dobles                           | Patrick Kypson 6–3, 6–3                               | Benjamin Lock                         | Adrià Soriano Barrera Eduardo Ribeiro     | Nicolás Mejía Nino Serdarušić Matías Soto Santiago Rodríguez Taverna       |
| 26 de junio | Open Medellín Medellín, Colombia Challenger 50 – Tierra batida – 32S/24Q/16D Cuadro Individuales – Cuadro Dobles                           | Juan Sebastián Gómez Andrés Urrea 6-3, 7-6(12–10)     | Orlando Luz Oleg Prihodko             | Adrià Soriano Barrera Eduardo Ribeiro     | Nicolás Mejía Nino Serdarušić Matías Soto Santiago Rodríguez Taverna       |

### Torneos en julio
| Semana de   | Torneo | Campeones                                               | Finalista                                   | Semifinales                                 | Cuartos de final                                                           |
| ----------- | --- | ------------------------------------------------------- | ------------------------------------------- | ------------------------------------------- | -------------------------------------------------------------------------- |
| 3 de julio  | Cranbrook Tennis Classic Bloomfield Hills, Estados Unidos Challenger 75 – Dura – 32S/24Q/16D Cuadro Individuales – Cuadro Dobles           | Steve Johnson 6-4, 6-7(7–9), 7-6(7–4)                   | Mikhail Kukushkin                           | Tennys Sandgren Tristan Schoolkate          | Mukund Sasikumar Denis Kudla Omar Jasika Yasutaka Uchiyama                 |
| 3 de julio  | Cranbrook Tennis Classic Bloomfield Hills, Estados Unidos Challenger 75 – Dura – 32S/24Q/16D Cuadro Individuales – Cuadro Dobles           | Tristan Schoolkate Adam Walton 7–5, 6–3                 | Blake Ellis Calum Puttergill                | Tennys Sandgren Tristan Schoolkate          | Mukund Sasikumar Denis Kudla Omar Jasika Yasutaka Uchiyama                 |
| 3 de julio  | Tennis Open Karlsruhe Karlsruhe, Alemania Challenger 75 – Tierra batida – 32S/24Q/16D Cuadro Individuales – Cuadro Dobles                  | Alejandro Tabilo 2-6, 1-0 ret                           | Giulio Zeppieri                             | Zsombor Piros Timofey Skatov                | Thiago Seyboth Wild Ivan Gakhov Hady Habib Leandro Riedi                   |
| 3 de julio  | Tennis Open Karlsruhe Karlsruhe, Alemania Challenger 75 – Tierra batida – 32S/24Q/16D Cuadro Individuales – Cuadro Dobles                  | Neil Oberleitner Tim Sandkaulen 6-1, 6-1                | Vít Kopřiva Michail Pervolarakis            | Zsombor Piros Timofey Skatov                | Thiago Seyboth Wild Ivan Gakhov Hady Habib Leandro Riedi                   |
| 3 de julio  | Aspria Tennis Cup Milán, Italia Challenger 75 – Tierra batida – 32S/24Q/16D Cuadro Individuales – Cuadro Dobles                            | Facundo Díaz Acosta 6-3, 6-3                            | Matteo Gigante                              | Flavio Cobolli Luciano Darderi              | Gauthier Onclin Thiago Agustín Tirante Luca Nardi Lautaro Midón            |
| 3 de julio  | Aspria Tennis Cup Milán, Italia Challenger 75 – Tierra batida – 32S/24Q/16D Cuadro Individuales – Cuadro Dobles                            | Jonathan Eysseric Denys Molchanov 6-2, 6-4              | Théo Arribagé Luca Sanchez                  | Flavio Cobolli Luciano Darderi              | Gauthier Onclin Thiago Agustín Tirante Luca Nardi Lautaro Midón            |
| 3 de julio  | Internationaux de Tennis de Troyes Troyes, Francia Challenger 50 – Tierra batida – 32S/24Q/16D Cuadro Individuales – Cuadro Dobles         | Manuel Guinard 6–4, 6–3                                 | Calvin Hemery                               | David Jordà Sanchis Duje Ajduković          | Lorenzo Giustino Giovanni Fonio Térence Atmane Viktor Durasovic            |
| 3 de julio  | Internationaux de Tennis de Troyes Troyes, Francia Challenger 50 – Tierra batida – 32S/24Q/16D Cuadro Individuales – Cuadro Dobles         | Manuel Guinard Grégoire Jacq Walkover                   | Álvaro López San Martín Daniel Rincón       | David Jordà Sanchis Duje Ajduković          | Lorenzo Giustino Giovanni Fonio Térence Atmane Viktor Durasovic            |
| 3 de julio  | Challenger de Santa Fe Santa Fe, Argentina Challenger 50 – Tierra batida – 32S/24Q/16D Cuadro Individuales – Cuadro Dobles                 | Mariano Navone 6–2, 6–4                                 | Daniel Vallejo                              | Francisco Comesaña Román Andrés Burruchaga  | Tomás Farjat Álvaro Guillén Meza Pedro Boscardin Dias Ignacio Monzón       |
| 3 de julio  | Challenger de Santa Fe Santa Fe, Argentina Challenger 50 – Tierra batida – 32S/24Q/16D Cuadro Individuales – Cuadro Dobles                 | Vasil Kirkov Matías Soto 7-6(7–3), 6-2                  | Ignacio Carou Ignacio Monzón                | Francisco Comesaña Román Andrés Burruchaga  | Tomás Farjat Álvaro Guillén Meza Pedro Boscardin Dias Ignacio Monzón       |
| 10 de julio | Brawo Open Brunswick, Alemania Challenger 125 – Tierra batida – 32S/24Q/16D Cuadro Individuales – Cuadro Dobles                            | Franco Agamenone 7-5, 6-3                               | Pavel Kotov                                 | Benjamin Hassan Thiago Seyboth Wild         | Daniel Altmaier August Holmgren Jozef Kovalík Jan Choinski                 |
| 10 de julio | Brawo Open Brunswick, Alemania Challenger 125 – Tierra batida – 32S/24Q/16D Cuadro Individuales – Cuadro Dobles                            | Pierre-Hugues Herbert Arthur Reymond 7-6(9–7), 6-4      | Rithvik Choudary Bollipalli Arjun Kadhe     | Benjamin Hassan Thiago Seyboth Wild         | Daniel Altmaier August Holmgren Jozef Kovalík Jan Choinski                 |
| 10 de julio | Salzburg Open Salzburgo, Austria Challenger 125 – Tierra batida – 32S/24Q/16D Cuadro Individuales – Cuadro Dobles                          | Sebastian Ofner 6–3, 6–2                                | Lukas Neumayer                              | Blaž Rola Juan Manuel Cerúndolo             | Filip Misolic Thiago Monteiro Nerman Fatić Elias Ymer                      |
| 10 de julio | Salzburg Open Salzburgo, Austria Challenger 125 – Tierra batida – 32S/24Q/16D Cuadro Individuales – Cuadro Dobles                          | Andrey Golubev Denys Molchanov 6-4, 7-6(10–8).          | Anirudh Chandrasekar Vijay Sundar Prashanth | Blaž Rola Juan Manuel Cerúndolo             | Filip Misolic Thiago Monteiro Nerman Fatić Elias Ymer                      |
| 10 de julio | Iași Open Iași, Rumanía Challenger 100 – Tierra batida – 32S/24Q/16D Cuadro Individuales – Cuadro Dobles                                   | Hugo Gaston 3-6, 6-0, 6-4                               | Bernabé Zapata Miralles                     | Cristian Garín Steven Diez                  | Jakub Menšík Riccardo Bonadio Vitaliy Sachko Kalin Ivanovski               |
| 10 de julio | Iași Open Iași, Rumanía Challenger 100 – Tierra batida – 32S/24Q/16D Cuadro Individuales – Cuadro Dobles                                   | Nicolás Barrientos Aisam-ul-Haq Qureshi 6-3, 6-3        | Gabi Adrian Boitan Bogdan Pavel             | Cristian Garín Steven Diez                  | Jakub Menšík Riccardo Bonadio Vitaliy Sachko Kalin Ivanovski               |
| 10 de julio | San Benedetto Tennis Cup San Benedetto del Tronto, Italia Challenger 100 – Tierra batida – 32S/24Q/16D Cuadro Individuales – Cuadro Dobles | Benoît Paire 4-6, 6-1, 6-1                              | Richard Gasquet                             | Daniel Rincón Alejandro Tabilo              | Flavio Cobolli Dimitar Kuzmanov Kimmer Coppejans Luciano Darderi           |
| 10 de julio | San Benedetto Tennis Cup San Benedetto del Tronto, Italia Challenger 100 – Tierra batida – 32S/24Q/16D Cuadro Individuales – Cuadro Dobles | Fernando Romboli Marcelo Zormann 6-3, 6-4               | Diego Hidalgo Cristian Rodríguez            | Daniel Rincón Alejandro Tabilo              | Flavio Cobolli Dimitar Kuzmanov Kimmer Coppejans Luciano Darderi           |
| 10 de julio | Challenger de Chicago Chicago, Estados Unidos Challenger 75 – Dura – 32S/24Q/16D Cuadro Individuales – Cuadro Dobles                       | Alex Michelsen 7–5, 6–2                                 | Yuta Shimizu                                | Giovanni Mpetshi Perricard Shang Juncheng   | Jason Jung Mark Lajal Ethan Quinn Kei Nishikori                            |
| 10 de julio | Challenger de Chicago Chicago, Estados Unidos Challenger 75 – Dura – 32S/24Q/16D Cuadro Individuales – Cuadro Dobles                       | Miķelis Lībietis Skander Mansouri 7-6(7–5), 6-3         | Chung Yun-seong Andrew Harris               | Giovanni Mpetshi Perricard Shang Juncheng   | Jason Jung Mark Lajal Ethan Quinn Kei Nishikori                            |
| 17 de julio | Championnats Banque Nationale de Granby Granby, Canadá Challenger 100 – Dura – 32S/24Q/16D Cuadro Individuales – Cuadro Dobles             | Alexis Galarneau 6–4, 3–6, 6–3                          | Philip Sekulic                              | James Trotter Wu Tung-lin                   | James McCabe Justin Boulais Maxime Janvier Tristan Schoolkate              |
| 17 de julio | Championnats Banque Nationale de Granby Granby, Canadá Challenger 100 – Dura – 32S/24Q/16D Cuadro Individuales – Cuadro Dobles             | Christian Harrison Miķelis Lībietis 6–4, 6–3            | Tristan Schoolkate Adam Walton              | James Trotter Wu Tung-lin                   | James McCabe Justin Boulais Maxime Janvier Tristan Schoolkate              |
| 17 de julio | Internazionali di Tennis Città di Trieste Trieste, Italia Challenger 100 – Tierra batida – 32S/24Q/16D Cuadro Individuales – Cuadro Dobles | Hugo Gaston 6–3, 5–7, 6–2                               | Francesco Passaro                           | Fábián Marozsán Pedro Martínez              | Enrico Dalla Valle Guido Andreozzi Kyrian Jacquet Stefano Napolitano       |
| 17 de julio | Internazionali di Tennis Città di Trieste Trieste, Italia Challenger 100 – Tierra batida – 32S/24Q/16D Cuadro Individuales – Cuadro Dobles | Matthew Romios Jason Taylor 4–6, 7–5, [10–6]            | Marco Bortolotti Andrea Pellegrino          | Fábián Marozsán Pedro Martínez              | Enrico Dalla Valle Guido Andreozzi Kyrian Jacquet Stefano Napolitano       |
| 17 de julio | Dutch Open Amersfoort, Países Bajos Challenger 75 – Tierra batida – 32S/24Q/16D Cuadro Individuales – Cuadro Dobles                        | Maximilian Marterer 6–4, 6–2                            | Titouan Droguet                             | Mathys Erhard Rudolf Molleker               | Facundo Díaz Acosta Alec Deckers Gauthier Onclin Michael Geerts            |
| 17 de julio | Dutch Open Amersfoort, Países Bajos Challenger 75 – Tierra batida – 32S/24Q/16D Cuadro Individuales – Cuadro Dobles                        | Manuel Guinard Grégoire Jacq 6–4, 6–4                   | Mats Hermans Sander Jong                    | Mathys Erhard Rudolf Molleker               | Facundo Díaz Acosta Alec Deckers Gauthier Onclin Michael Geerts            |
| 17 de julio | Open de Tenis Ciudad de Pozoblanco Pozoblanco, España Challenger 75 – Dura – 32S/24Q/16D Cuadro Individuales – Cuadro Dobles               | Hugo Grenier 6–7(4–7), 6-2, 7-6(7–3)                    | Juan Pablo Ficovich                         | Alejandro Moro Cañas Térence Atmane         | Antoine Escoffier Dan Added Edas Butvilas Daniel Cukierman                 |
| 17 de julio | Open de Tenis Ciudad de Pozoblanco Pozoblanco, España Challenger 75 – Dura – 32S/24Q/16D Cuadro Individuales – Cuadro Dobles               | Nam Ji-sung Song Min-kyu 2–6, 6–4, [10–8]               | Luke Johnson Benjamin Lock                  | Alejandro Moro Cañas Térence Atmane         | Antoine Escoffier Dan Added Edas Butvilas Daniel Cukierman                 |
| 17 de julio | Tampere Open Tampere, Finlandia Challenger 75 – Tierra batida – 32S/24Q/16D Cuadro Individuales – Cuadro Dobles                            | Sumit Nagal 6–4, 7–5                                    | Dalibor Svrčina                             | Henri Squire Daniel Rincón                  | Daniel Michalski Lukáš Klein Duje Ajduković Aziz Dougaz                    |
| 17 de julio | Tampere Open Tampere, Finlandia Challenger 75 – Tierra batida – 32S/24Q/16D Cuadro Individuales – Cuadro Dobles                            | Szymon Kielan Piotr Matuszewski 6–4, 7–6(9–7)           | Vladyslav Orlov Adam Taylor                 | Henri Squire Daniel Rincón                  | Daniel Michalski Lukáš Klein Duje Ajduković Aziz Dougaz                    |
| 24 de julio | Zug Open Zug, Suiza Challenger 125 – Tierra batida – 32S/24Q/16D Cuadro Individuales – Cuadro Dobles                                       | Arthur Rinderknech 3–6, 6–3, 6–4                        | Joris De Loore                              | Jurij Rodionov Fabio Fognini                | Adrian Andreev Zizou Bergs Jakub Menšík Matteo Gigante                     |
| 24 de julio | Zug Open Zug, Suiza Challenger 125 – Tierra batida – 32S/24Q/16D Cuadro Individuales – Cuadro Dobles                                       | Théo Arribagé Luca Sanchez 6–3, 7–5                     | Ergi Kırkın Dalibor Svrčina                 | Jurij Rodionov Fabio Fognini                | Adrian Andreev Zizou Bergs Jakub Menšík Matteo Gigante                     |
| 24 de julio | Open Castilla y León Segovia, España Challenger 100 – Dura – 32S/24Q/16D Cuadro Individuales – Cuadro Dobles                               | Pablo Llamas Ruiz 7-6(11–9), 7-6(7–5)                   | Antoine Escoffier                           | Térence Atmane Nicolas Moreno de Alboran    | Márton Fucsovics David Jordà Sanchis Fernando Verdasco Juan Pablo Ficovich |
| 24 de julio | Open Castilla y León Segovia, España Challenger 100 – Dura – 32S/24Q/16D Cuadro Individuales – Cuadro Dobles                               | Dan Added Pierre-Hugues Herbert 4–6, 6–3, [12–10]       | Francis Alcantara Sun Fajing                | Térence Atmane Nicolas Moreno de Alboran    | Márton Fucsovics David Jordà Sanchis Fernando Verdasco Juan Pablo Ficovich |
| 24 de julio | Internazionali di Tennis Città di Verona Verona, Italia Challenger 100 – Tierra batida – 32S/24Q/16D Cuadro Individuales – Cuadro Dobles   | Vít Kopřiva 1-6, 7-6(7–3), 6-2                          | Vitaliy Sachko                              | David Goffin Mathias Bourgue                | Stefano Napolitano Francisco Comesaña Francesco Passaro Luciano Darderi    |
| 24 de julio | Internazionali di Tennis Città di Verona Verona, Italia Challenger 100 – Tierra batida – 32S/24Q/16D Cuadro Individuales – Cuadro Dobles   | Federico Gaio Andrea Pellegrino 7-6(8–6), 6-2           | Daniel Dutra da Silva Nick Hardt            | David Goffin Mathias Bourgue                | Stefano Napolitano Francisco Comesaña Francesco Passaro Luciano Darderi    |
| 24 de julio | Salinas Challenger Salinas, Ecuador Challenger 75 – Dura – 32S/24Q/16D Cuadro Individuales – Cuadro Dobles                                 | Illya Marchenko 6–4, 6–4                                | Matija Pecotić                              | Altuğ Çelikbilek Giovanni Mpetshi Perricard | Omar Jasika Abedallah Shelbayh Beibit Zhukayev Rio Noguchi                 |
| 24 de julio | Salinas Challenger Salinas, Ecuador Challenger 75 – Dura – 32S/24Q/16D Cuadro Individuales – Cuadro Dobles                                 | Vasil Kirkov Alfredo Perez 7–5, 7–5                     | Ángel Díaz Jalil Álvaro Guillén Meza        | Altuğ Çelikbilek Giovanni Mpetshi Perricard | Omar Jasika Abedallah Shelbayh Beibit Zhukayev Rio Noguchi                 |
| 24 de julio | President's Cup Astaná, Kazajistán Challenger 50 – Dura – 32S/24Q/16D Cuadro Individuales – Cuadro Dobles                                  | Denis Yevseyev 7–5, 2–6, 6–4                            | Khumoyun Sultanov                           | Evgeny Karlovskiy Yankı Erel                | Mikhail Kukushkin Evgeny Philippov Alexander Zgirovsky Benjamin Lock       |
| 24 de julio | President's Cup Astaná, Kazajistán Challenger 50 – Dura – 32S/24Q/16D Cuadro Individuales – Cuadro Dobles                                  | S D Prajwal Dev Niki Kaliyanda Poonacha 6-3, 7-6(7–4)   | Toshihide Matsui Kaito Uesugi               | Evgeny Karlovskiy Yankı Erel                | Mikhail Kukushkin Evgeny Philippov Alexander Zgirovsky Benjamin Lock       |
| 31 de julio | Porto Open Oporto, Portugal Challenger 125 – Dura – 32S/24Q/16D Cuadro Individuales – Cuadro Dobles                                        | Luca Nardi 5–7, 6–4, 6–1                                | João Sousa                                  | Jules Marie Antoine Escoffier               | Denis Yevseyev Pierre-Hugues Herbert Adrian Andreev Steven Diez            |
| 31 de julio | Porto Open Oporto, Portugal Challenger 125 – Dura – 32S/24Q/16D Cuadro Individuales – Cuadro Dobles                                        | Toshihide Matsui Kaito Uesugi 6–7(5–7), 6–3, [10–5]     | Rithvik Choudary Bollipalli Arjun Kadhe     | Jules Marie Antoine Escoffier               | Denis Yevseyev Pierre-Hugues Herbert Adrian Andreev Steven Diez            |
| 31 de julio | San Marino Open Ciudad de San Marino, San Marino Challenger 125 – Tierra batida – 32S/24Q/16D Cuadro Individuales – Cuadro Dobles          | Jaume Munar 6–4, 6–1                                    | Andrea Pellegrino                           | Nerman Fatić Daniel Rincón                  | Alexander Weis David Goffin Fabio Fognini Federico Delbonis                |
| 31 de julio | San Marino Open Ciudad de San Marino, San Marino Challenger 125 – Tierra batida – 32S/24Q/16D Cuadro Individuales – Cuadro Dobles          | Ivan Liutarevich Vladyslav Manafov 6–4, 7–6(10–8)       | Théo Arribagé Luca Sanchez                  | Nerman Fatić Daniel Rincón                  | Alexander Weis David Goffin Fabio Fognini Federico Delbonis                |
| 31 de julio | Platzmann-Sauerland Open Lüdenscheid, Alemania Challenger 100 – Tierra batida – 32S/24Q/16D Cuadro Individuales – Cuadro Dobles            | Duje Ajduković 7–5, 6–4                                 | Hugo Dellien                                | Raúl Brancaccio Benoît Paire                | Rudolf Molleker Camilo Ugo Carabelli Gauthier Onclin Pedro Martínez        |
| 31 de julio | Platzmann-Sauerland Open Lüdenscheid, Alemania Challenger 100 – Tierra batida – 32S/24Q/16D Cuadro Individuales – Cuadro Dobles            | Luca Margaroli Santiago Rodríguez Taverna 7-6(7–4), 6-4 | Jakob Schnaitter Kai Wehnelt                | Raúl Brancaccio Benoît Paire                | Rudolf Molleker Camilo Ugo Carabelli Gauthier Onclin Pedro Martínez        |
| 31 de julio | Lexington Challenger Lexington, Estados Unidos Challenger 75 – Dura – 32S/24Q/16D Cuadro Individuales – Cuadro Dobles                      | Steve Johnson 7-6(7–5), 6–4                             | Arthur Cazaux                               | Cannon Kingsley Tennys Sandgren             | Aidan Mayo Wu Tung-lin Hong Seong-chan Ulises Blanch                       |
| 31 de julio | Lexington Challenger Lexington, Estados Unidos Challenger 75 – Dura – 32S/24Q/16D Cuadro Individuales – Cuadro Dobles                      | Eliot Spizzirri Tyler Zink 4–6, 6–3, [10–8]             | George Goldhoff Vasil Kirkov                | Cannon Kingsley Tennys Sandgren             | Aidan Mayo Wu Tung-lin Hong Seong-chan Ulises Blanch                       |
| 31 de julio | Svijany Open Liberec, República Checa Challenger 75 – Tierra batida – 32S/24Q/16D Cuadro Individuales – Cuadro Dobles                      | Francisco Comesaña 6–2, 6–4                             | Toby Kodat                                  | Gerard Campana Lee Ugo Blanchet             | Hernán Casanova Federico Agustín Gómez Dalibor Svrčina Dino Prižmić        |
| 31 de julio | Svijany Open Liberec, República Checa Challenger 75 – Tierra batida – 32S/24Q/16D Cuadro Individuales – Cuadro Dobles                      | Petr Nouza Andrew Paulson 6–3, 6–4                      | Neil Oberleitner Tim Sandkaulen             | Gerard Campana Lee Ugo Blanchet             | Hernán Casanova Federico Agustín Gómez Dalibor Svrčina Dino Prižmić        |

### Torneos en agosto
| Semana de    | Torneo | Campeones                                                | Finalista                                         | Semifinales                         | Cuartos de final                                                             |
| ------------ | --- | -------------------------------------------------------- | ------------------------------------------------- | ----------------------------------- | ---------------------------------------------------------------------------- |
| 7 de agosto  | RD Open Santo Domingo, República Dominicana Challenger 125 – Tierra batida – 32S/24Q/16D Cuadro Individuales – Cuadro Dobles                         | Genaro Alberto Olivieri 7–5, 2–6, 6–4                    | Marco Trungelliti                                 | Federico Coria Francisco Comesaña   | Bernard Tomic Murkel Dellien Felipe Meligeni Alves Alejandro Tabilo          |
| 7 de agosto  | RD Open Santo Domingo, República Dominicana Challenger 125 – Tierra batida – 32S/24Q/16D Cuadro Individuales – Cuadro Dobles                         | Pedro Boscardin Dias Gustavo Heide 6–4, 7–5              | Diego Hidalgo Cristian Rodríguez                  | Federico Coria Francisco Comesaña   | Bernard Tomic Murkel Dellien Felipe Meligeni Alves Alejandro Tabilo          |
| 7 de agosto  | Banja Luka Challenger Banja Luka, Bosnia y Herzegovina Challenger 100 – Tierra batida – 32S/24Q/16D Cuadro Individuales – Cuadro Dobles              | Dino Prižmić 6–2, 6–3                                    | Kimmer Coppejans                                  | Fábián Marozsán Marko Topo          | Javier Barranco Cosano Damir Džumhur Norbert Gombos Toby Kodat               |
| 7 de agosto  | Banja Luka Challenger Banja Luka, Bosnia y Herzegovina Challenger 100 – Tierra batida – 32S/24Q/16D Cuadro Individuales – Cuadro Dobles              | Victor Vlad Cornea Philipp Oswald 3–6, 6–1, [15–13]      | Andrey Golubev Denys Molchanov                    | Fábián Marozsán Marko Topo          | Javier Barranco Cosano Damir Džumhur Norbert Gombos Toby Kodat               |
| 7 de agosto  | Cary Challenger Cary, Estados Unidos Challenger 75 – Dura – 32S/24Q/16D Cuadro Individuales – Cuadro Dobles                                          | Adam Walton 6–4, 3–6, 7–5                                | Nicolas Moreno de Alboran                         | Patrick Kypson Liam Broady          | Wu Tung-lin Ryan Peniston Lloyd Harris Rinky Hijikata                        |
| 7 de agosto  | Cary Challenger Cary, Estados Unidos Challenger 75 – Dura – 32S/24Q/16D Cuadro Individuales – Cuadro Dobles                                          | Evan King Reese Stalder 6-3, 7-6(7–4)                    | Miķelis Lībietis Adam Walton                      | Patrick Kypson Liam Broady          | Wu Tung-lin Ryan Peniston Lloyd Harris Rinky Hijikata                        |
| 7 de agosto  | Internazionali di Tennis del Friuli Venezia Giulia Cordenons, Italia Challenger 75 – Tierra batida – 32S/24Q/16D Cuadro Individuales – Cuadro Dobles | Matteo Gigante 6-0, 6-2                                  | Lukas Neumayer                                    | Riccardo Bonadio Enrico Dalla Valle | Matteo Martineau Carlos Sánchez Jover Hernán Casanova Federico Agustín Gómez |
| 7 de agosto  | Internazionali di Tennis del Friuli Venezia Giulia Cordenons, Italia Challenger 75 – Tierra batida – 32S/24Q/16D Cuadro Individuales – Cuadro Dobles | Giovanni Fonio Francesco Forti 5–7, 6–1, [10–7]          | Niki Kaliyanda Poonacha Adam Taylor               | Riccardo Bonadio Enrico Dalla Valle | Matteo Martineau Carlos Sánchez Jover Hernán Casanova Federico Agustín Gómez |
| 7 de agosto  | Meerbusch Challenger Meerbusch, Alemania Challenger 75 – Tierra batida – 32S/24Q/16D Cuadro Individuales – Cuadro Dobles                             | Jan Choinski 6–4, 6–0                                    | Camilo Ugo Carabelli                              | Manuel Guinard Titouan Droguet      | Daniel Rincón Benjamin Hassan Max Hans Rehberg Dimitar Kuzmanov              |
| 7 de agosto  | Meerbusch Challenger Meerbusch, Alemania Challenger 75 – Tierra batida – 32S/24Q/16D Cuadro Individuales – Cuadro Dobles                             | Manuel Guinard Grégoire Jacq 7–5, 7–6(7–3)               | Fernando Romboli Marcelo Zormann                  | Manuel Guinard Titouan Droguet      | Daniel Rincón Benjamin Hassan Max Hans Rehberg Dimitar Kuzmanov              |
| 14 de agosto | Golden Gate Open Stanford, Estados Unidos Challenger 125 – Dura – 32S/24Q/16D Cuadro Individuales – Cuadro Dobles                                    | Constant Lestienne 7–6(7–4), 6-2                         | Emilio Nava                                       | Tristan Boyer Yosuke Watanuki       | Aleksandar Kovacevic Michael Mmoh Borna Gojo James Duckworth                 |
| 14 de agosto | Golden Gate Open Stanford, Estados Unidos Challenger 125 – Dura – 32S/24Q/16D Cuadro Individuales – Cuadro Dobles                                    | Diego Hidalgo Cristian Rodríguez 6–7(1–7), 6–4, [10–8]   | Julian Cash Henry Patten                          | Tristan Boyer Yosuke Watanuki       | Aleksandar Kovacevic Michael Mmoh Borna Gojo James Duckworth                 |
| 14 de agosto | Kozerki Open Grodzisk Mazowiecki, Polonia Challenger 100 – Dura – 32S/24Q/16D Cuadro Individuales – Cuadro Dobles                                    | Jesper de Jong 6–3, 6–3                                  | Benjamin Hassan                                   | Denis Yevseyev Elias Ymer           | Maxime Janvier Marius Copil Maks Kaśnikowski Kacper Żuk                      |
| 14 de agosto | Kozerki Open Grodzisk Mazowiecki, Polonia Challenger 100 – Dura – 32S/24Q/16D Cuadro Individuales – Cuadro Dobles                                    | Théo Arribagé Luca Sanchez 6-4, 6-4                      | Anirudh Chandrasekar Vijay Sundar Prashanth       | Denis Yevseyev Elias Ymer           | Maxime Janvier Marius Copil Maks Kaśnikowski Kacper Żuk                      |
| 14 de agosto | Internazionali di Tennis Città di Todi Todi, Italia Challenger 75 – Tierra batida – 32S/24Q/16D Cuadro Individuales – Cuadro Dobles                  | Luciano Darderi 6–4, 6-7(5–7), 6–1                       | Clément Tabur                                     | Giovanni Fonio Francesco Maestrelli | Moez Echargui Felix Gill Carlos Sánchez Jover Gabriel Debru                  |
| 14 de agosto | Internazionali di Tennis Città di Todi Todi, Italia Challenger 75 – Tierra batida – 32S/24Q/16D Cuadro Individuales – Cuadro Dobles                  | Fernando Romboli Marcelo Zormann 6-7(13–15), 6–4, [10–5] | Román Andrés Burruchaga Orlando Luz               | Giovanni Fonio Francesco Maestrelli | Moez Echargui Felix Gill Carlos Sánchez Jover Gabriel Debru                  |
| 14 de agosto | Winnipeg National Bank Challenger Winnipeg, Canadá Challenger 75 – Dura – 32S/24Q/16D Cuadro Individuales – Cuadro Dobles                            | Ryan Peniston 6–4, 4–6, 6–4                              | Leandro Riedi                                     | Arthur Cazaux Liam Broady           | Jack Draper Darian King Billy Harris Mattia Bellucci                         |
| 14 de agosto | Winnipeg National Bank Challenger Winnipeg, Canadá Challenger 75 – Dura – 32S/24Q/16D Cuadro Individuales – Cuadro Dobles                            | Gabriel Diallo Leandro Riedi 6–2, 6–3                    | Juan Carlos Aguilar Taha Baadi                    | Arthur Cazaux Liam Broady           | Jack Draper Darian King Billy Harris Mattia Bellucci                         |
| 21 de agosto | Schwaben Open Augsburgo, Alemania Challenger 50 – Tierra batida – 32S/24Q/16D Cuadro Individuales – Cuadro Dobles                                    | Carlos Taberner 6-4, 6-4                                 | Oriol Roca Batalla                                | Nicolas Zanellato Timo Stodder      | Moez Echargui Nino Serdarušić Gianmarco Ferrari Benjamin Hassan              |
| 21 de agosto | Schwaben Open Augsburgo, Alemania Challenger 50 – Tierra batida – 32S/24Q/16D Cuadro Individuales – Cuadro Dobles                                    | Constantin Frantzen Hendrik Jebens 6-2, 6-2              | Constantin Bittoun Kouzmine Volodymyr Uzhylovskyi | Nicolas Zanellato Timo Stodder      | Moez Echargui Nino Serdarušić Gianmarco Ferrari Benjamin Hassan              |
| 21 de agosto | Lima Challenger Lima, Perú Challenger 50 – Tierra batida – 32S/24Q/16D Cuadro Individuales – Cuadro Dobles                                           | Álvaro Guillén Meza 7-6(7–3), 6-1                        | Blaise Bicknell                                   | Murkel Dellien Renzo Olivo          | Ignacio Buse Gonzalo Lama Arklon Huertas del Pino Gonzalo Bueno              |
| 21 de agosto | Lima Challenger Lima, Perú Challenger 50 – Tierra batida – 32S/24Q/16D Cuadro Individuales – Cuadro Dobles                                           | Gonzalo Bueno Daniel Vallejo 6–4, 6–2                    | Ignacio Buse Jorge Panta                          | Murkel Dellien Renzo Olivo          | Ignacio Buse Gonzalo Lama Arklon Huertas del Pino Gonzalo Bueno              |
| 21 de agosto | IBG Prague Open Praga, República Checa Challenger 50 – Tierra batida – 32S/24Q/16D Cuadro Individuales – Cuadro Dobles                               | Rudolf Molleker 6–2, 6–2                                 | Gabriel Debru                                     | João Sousa Valentin Vacherot        | Toby Kodat Luciano Darderi Federico Agustín Gómez Andrew Paulson             |
| 21 de agosto | IBG Prague Open Praga, República Checa Challenger 50 – Tierra batida – 32S/24Q/16D Cuadro Individuales – Cuadro Dobles                               | Petr Nouza Andrew Paulson 7–5, 6–3                       | Filip Bergevi Mick Veldheer                       | João Sousa Valentin Vacherot        | Toby Kodat Luciano Darderi Federico Agustín Gómez Andrew Paulson             |
| 21 de agosto | Zhuhai Challenger Zhuhai, China Challenger 50 – Dura – 32S/24Q/16D Cuadro Individuales – Cuadro Dobles                                               | Arthur Weber 6–3, 5–7, 6–3                               | Jason Jung                                        | Stefanos Sakellaridis Li Zhe        | Zhou Yi Aliaksandr Liaonenka Evgeny Karlovskiy Robert Strombachs             |
| 21 de agosto | Zhuhai Challenger Zhuhai, China Challenger 50 – Dura – 32S/24Q/16D Cuadro Individuales – Cuadro Dobles                                               | Luca Castelnuovo Filip Peliwo 7–5, 7-6(7–4)              | Li Hanwen Li Zhe                                  | Stefanos Sakellaridis Li Zhe        | Zhou Yi Aliaksandr Liaonenka Evgeny Karlovskiy Robert Strombachs             |
| 28 de agosto | Città di Como Challenger Como, Italia Challenger 75 – Tierra batida – 32S/24Q/16D Cuadro Individuales – Cuadro Dobles                                | Thiago Seyboth Wild 5–7, 6–2, 6–3                        | Pedro Martínez                                    | Benoît Paire Stefano Napolitano     | Rudolf Molleker Dimitar Kuzmanov Luciano Darderi Sumit Nagal                 |
| 28 de agosto | Città di Como Challenger Como, Italia Challenger 75 – Tierra batida – 32S/24Q/16D Cuadro Individuales – Cuadro Dobles                                | Constantin Frantzen Hendrik Jebens 6–3, 6–4              | Filip Bergevi Mick Veldheer                       | Benoît Paire Stefano Napolitano     | Rudolf Molleker Dimitar Kuzmanov Luciano Darderi Sumit Nagal                 |
| 28 de agosto | Rafa Nadal Open Mallorca, España Challenger 75 – Dura – 32S/24Q/16D Cuadro Individuales – Cuadro Dobles                                              | Hamad Medjedovic 6–2, 4–6, 6–2                           | Harold Mayot                                      | Damir Džumhur Daniel Rincón         | Nick Hardt Mark Lajal Antoine Escoffier Mattia Bellucci                      |
| 28 de agosto | Rafa Nadal Open Mallorca, España Challenger 75 – Dura – 32S/24Q/16D Cuadro Individuales – Cuadro Dobles                                              | Daniel Cukierman Joshua Paris 6–4, 6–4                   | Sriram Balaji Ramkumar Ramanathan                 | Damir Džumhur Daniel Rincón         | Nick Hardt Mark Lajal Antoine Escoffier Mattia Bellucci                      |
| 28 de agosto | International Challenger Zhangjiagang Zhangjiagang, China Challenger 75 – Dura – 32S/24Q/16D Cuadro Individuales – Cuadro Dobles                     | Térence Atmane 6–1, 6–2                                  | Mikalai Haliak                                    | James McCabe Ričardas Berankis      | Te Rigele Yusuke Takahashi Colin Sinclair Li Tu                              |
| 28 de agosto | International Challenger Zhangjiagang Zhangjiagang, China Challenger 75 – Dura – 32S/24Q/16D Cuadro Individuales – Cuadro Dobles                     | Ray Ho Matthew Romios 6–3, 6–4                           | Francis Alcantara Sun Fajing                      | James McCabe Ričardas Berankis      | Te Rigele Yusuke Takahashi Colin Sinclair Li Tu                              |

### Torneos en septiembre
| Semana de        | Torneo | Campeones                                                   | Finalista                                 | Semifinales                               | Cuartos de final                                                                      |
| ---------------- | --- | ----------------------------------------------------------- | ----------------------------------------- | ----------------------------------------- | ------------------------------------------------------------------------------------- |
| 4 de septiembre  | AON Open Challenger Génova, Italia Challenger 125 – Tierra batida – 32S/24Q/16D Cuadro Individuales – Cuadro Dobles        | Thiago Seyboth Wild 6-2, 7-6(7–3)                           | Fabio Fognini                             | Thiago Monteiro Andrea Vavassori          | Tseng Chun-hsin Zsombor Piros Stefano Napolitano Federico Coria                       |
| 4 de septiembre  | AON Open Challenger Génova, Italia Challenger 125 – Tierra batida – 32S/24Q/16D Cuadro Individuales – Cuadro Dobles        | Giovanni Oradini Lorenzo Rottoli 6–4, 6–3                   | Ivan Sabanov Matej Sabanov                | Thiago Monteiro Andrea Vavassori          | Tseng Chun-hsin Zsombor Piros Stefano Napolitano Federico Coria                       |
| 4 de septiembre  | Copa Sevilla Sevilla, España Challenger 125 – Tierra batida – 32S/24Q/16D Cuadro Individuales – Cuadro Dobles              | Roberto Carballés Baena 6–3, 6–1                            | Calvin Hemery                             | Hugo Gaston Valentin Royer                | Elias Ymer Alessandro Giannessi Timofey Skatov Pablo Llamas Ruiz                      |
| 4 de septiembre  | Copa Sevilla Sevilla, España Challenger 125 – Tierra batida – 32S/24Q/16D Cuadro Individuales – Cuadro Dobles              | Alberto Barroso Campos Pedro Martínez 3-6, 7-6(7–5), [11–9] | Sriram Balaji Fernando Romboli            | Hugo Gaston Valentin Royer                | Elias Ymer Alessandro Giannessi Timofey Skatov Pablo Llamas Ruiz                      |
| 4 de septiembre  | Shanghai Challenger Shanghái, China Challenger 100 – Dura – 32S/24Q/16D Cuadro Individuales – Cuadro Dobles                | Christopher O'Connell 6–3, 7–5                              | Yosuke Watanuki                           | Li Tu Shang Juncheng                      | Bai Yan Antoine Bellier Lorenzo Giustino Lý Hoàng Nam                                 |
| 4 de septiembre  | Shanghai Challenger Shanghái, China Challenger 100 – Dura – 32S/24Q/16D Cuadro Individuales – Cuadro Dobles                | Alex Bolt 4–6, 6–3, [11–9]                                  | Bu Yunchaokete Te Rigele                  | Li Tu Shang Juncheng                      | Bai Yan Antoine Bellier Lorenzo Giustino Lý Hoàng Nam                                 |
| 4 de septiembre  | NÖ Open Tulln, Austria Challenger 100 – Tierra batida – 32S/24Q/16D Cuadro Individuales – Cuadro Dobles                    | Vít Kopřiva 6–2, 6–4                                        | Sumit Nagal                               | Flavio Cobolli Maximilian Marterer        | Albert Ramos Viñolas Henri Squire Santiago Rodríguez Taverna Dimitar Kuzmanov         |
| 4 de septiembre  | NÖ Open Tulln, Austria Challenger 100 – Tierra batida – 32S/24Q/16D Cuadro Individuales – Cuadro Dobles                    | Zdeněk Kolář Blaž Rola 6–4, 4–6, [10–6]                     | Piotr Matuszewski Kai Wehnelt             | Flavio Cobolli Maximilian Marterer        | Albert Ramos Viñolas Henri Squire Santiago Rodríguez Taverna Dimitar Kuzmanov         |
| 4 de septiembre  | Cassis Open Provence Cassis, Francia Challenger 75 – Dura – 32S/24Q/16D Cuadro Individuales – Cuadro Dobles                | Mattia Bellucci 6–3, 6–4                                    | Tomáš Macháč                              | Alexandre Müller Liam Broady              | Giulio Zeppieri Alejandro Moro Cañas Lucas Poullain Billy Harris                      |
| 4 de septiembre  | Cassis Open Provence Cassis, Francia Challenger 75 – Dura – 32S/24Q/16D Cuadro Individuales – Cuadro Dobles                | Dan Added Jonathan Eysseric 6–0, 4–6, [11–9]                | Liam Broady Antoine Hoang                 | Alexandre Müller Liam Broady              | Giulio Zeppieri Alejandro Moro Cañas Lucas Poullain Billy Harris                      |
| 4 de septiembre  | Istanbul Challenger Estambul, Turquía Challenger 75 – Dura – 32S/24Q/16D Cuadro Individuales – Cuadro Dobles               | Damir Džumhur 7-6(7–5), 6–3                                 | Lukáš Klein                               | Nick Hardt Jesper de Jong                 | Altuğ Çelikbilek Dino Prižmić Denis Yevseyev Giovanni Mpetshi Perricard               |
| 4 de septiembre  | Istanbul Challenger Estambul, Turquía Challenger 75 – Dura – 32S/24Q/16D Cuadro Individuales – Cuadro Dobles               | Luke Johnson Skander Mansouri 7-6(7–3), 6-3                 | Sander Arends Aisam-ul-Haq Qureshi        | Nick Hardt Jesper de Jong                 | Altuğ Çelikbilek Dino Prižmić Denis Yevseyev Giovanni Mpetshi Perricard               |
| 11 de septiembre | Szczecin Open Szczecin, Polonia Challenger 125 – Tierra batida – 32S/24Q/16D Cuadro Individuales – Cuadro Dobles           | Federico Coria 6-1, 7-6(7–4)                                | Vít Kopřiva                               | Alexander Shevchenko Francesco Maestrelli | Flavio Cobolli Adrian Andreev Jaume Munar Pedro Cachin                                |
| 11 de septiembre | Szczecin Open Szczecin, Polonia Challenger 125 – Tierra batida – 32S/24Q/16D Cuadro Individuales – Cuadro Dobles           | Andrew Paulson Vitaliy Sachko 6–1, 7-6(8–6)                 | Zdeněk Kolář Sergio Martos Gornés         | Alexander Shevchenko Francesco Maestrelli | Flavio Cobolli Adrian Andreev Jaume Munar Pedro Cachin                                |
| 11 de septiembre | Open de Rennes Rennes, Francia Challenger 100 – Dura – 32S/24Q/16D Cuadro Individuales – Cuadro Dobles                     | Maxime Cressy 6–3, 2-0. ret.                                | Benjamin Bonzi                            | Matteo Martineau Grégoire Barrère         | Richard Gasquet Lucas Pouille Mattia Bellucci Radu Albot                              |
| 11 de septiembre | Open de Rennes Rennes, Francia Challenger 100 – Dura – 32S/24Q/16D Cuadro Individuales – Cuadro Dobles                     | Sander Arends David Pel 6–3, 6–2                            | Antoine Escoffier Niki Kaliyanda Poonacha | Matteo Martineau Grégoire Barrère         | Richard Gasquet Lucas Pouille Mattia Bellucci Radu Albot                              |
| 11 de septiembre | Cary Challenger II Cary, Estados Unidos Challenger 75 – Dura – 32S/24Q/16D Cuadro Individuales – Cuadro Dobles             | Zachary Svajda 7-6(7–3), 4-6, 6-1                           | Rinky Hijikata                            | Patrick Kypson Alex Michelsen             | Pedro Vives Marcos Tennys Sandgren Toby Samuel Guido Andreozzi                        |
| 11 de septiembre | Cary Challenger II Cary, Estados Unidos Challenger 75 – Dura – 32S/24Q/16D Cuadro Individuales – Cuadro Dobles             | Andrew Harris Rinky Hijikata 6–4, 3–6, [10–6]               | William Blumberg Luis David Martínez      | Patrick Kypson Alex Michelsen             | Pedro Vives Marcos Tennys Sandgren Toby Samuel Guido Andreozzi                        |
| 11 de septiembre | Guangzhou International Challenger Guangzhou, China Challenger 75 – Dura – 32S/24Q/16D Cuadro Individuales – Cuadro Dobles | Térence Atmane 4–6, 7-6(9–7), 6-4                           | Marc Polmans                              | Bu Yunchaokete Evgeny Donskoy             | Christopher O'Connell Dane Sweeny Omar Jasika Li Tu                                   |
| 11 de septiembre | Guangzhou International Challenger Guangzhou, China Challenger 75 – Dura – 32S/24Q/16D Cuadro Individuales – Cuadro Dobles | Antoine Bellier Luca Castelnuovo 6–3, 7-6(7-5)              | Ray Ho Matthew Romios                     | Bu Yunchaokete Evgeny Donskoy             | Christopher O'Connell Dane Sweeny Omar Jasika Li Tu                                   |
| 11 de septiembre | Santa Cruz Challenger Santa Cruz, Bolivia Challenger 75 – Tierra batida – 32S/24Q/16D Cuadro Individuales – Cuadro Dobles  | Mariano Navone 4–6, 7–5, 6–1                                | Francisco Comesaña                        | Juan Manuel Cerúndolo Andrea Collarini    | Pedro Sakamoto Thiago Agustín Tirante Facundo Mena Genaro Alberto Olivieri            |
| 11 de septiembre | Santa Cruz Challenger Santa Cruz, Bolivia Challenger 75 – Tierra batida – 32S/24Q/16D Cuadro Individuales – Cuadro Dobles  | Boris Arias Federico Zeballos 6–2, 4–6, [10–7]              | Matías Soto Gonzalo Villanueva            | Juan Manuel Cerúndolo Andrea Collarini    | Pedro Sakamoto Thiago Agustín Tirante Facundo Mena Genaro Alberto Olivieri            |
| 18 de septiembre | Layjet Open Bad Waltersdorf, Austria Challenger 125 – Tierra batida – 32S/24Q/16D Cuadro Individuales – Cuadro Dobles      | Andrea Pellegrino 1-6, 7-6(7–5), 6-3                        | Dennis Novak                              | Albert Ramos Viñolas Vít Kopřiva          | Jozef Kovalík Filip Misolic Jan Choinski Marvin Möller                                |
| 18 de septiembre | Layjet Open Bad Waltersdorf, Austria Challenger 125 – Tierra batida – 32S/24Q/16D Cuadro Individuales – Cuadro Dobles      | Constantin Frantzen Hendrik Jebens 6–1, 6–2                 | Marco Bortolotti Francesco Passaro        | Albert Ramos Viñolas Vít Kopřiva          | Jozef Kovalík Filip Misolic Jan Choinski Marvin Möller                                |
| 18 de septiembre | Saint-Tropez Open Saint-Tropez, Francia Challenger 125 – Dura – 32S/24Q/16D Cuadro Individuales – Cuadro Dobles            | Constant Lestienne 4–6, 6–3, 6–4                            | Liam Broady                               | Radu Albot Michael Mmoh                   | Gijs Brouwer Arthur Cazaux Giulio Zeppieri Sebastian Ofner                            |
| 18 de septiembre | Saint-Tropez Open Saint-Tropez, Francia Challenger 125 – Dura – 32S/24Q/16D Cuadro Individuales – Cuadro Dobles            | Dan Added Albano Olivetti 3–6, 1–0 ret.                     | Jonathan Eysseric Harold Mayot            | Radu Albot Michael Mmoh                   | Gijs Brouwer Arthur Cazaux Giulio Zeppieri Sebastian Ofner                            |
| 18 de septiembre | Antofagasta Challenger Antofagasta,Chile Challenger 100 – Tierra batida – 32S/24Q/16D Cuadro Individuales – Cuadro Dobles  | Camilo Ugo Carabelli 3–6, 6–1, 7–5                          | Tristan Boyer                             | Román Andrés Burruchaga Luciano Darderi   | Matheus Pucinelli de Almeida Francisco Comesaña João Lucas Reis da Silva Gonzalo Lama |
| 18 de septiembre | Antofagasta Challenger Antofagasta,Chile Challenger 100 – Tierra batida – 32S/24Q/16D Cuadro Individuales – Cuadro Dobles  | Boris Arias Federico Zeballos 5–7, 6–4, [10–8]              | Luciano Darderi Murkel Dellien            | Román Andrés Burruchaga Luciano Darderi   | Matheus Pucinelli de Almeida Francisco Comesaña João Lucas Reis da Silva Gonzalo Lama |
| 18 de septiembre | Columbus Challenger Columbus, Estados Unidos Challenger 75 – Dura (i) – 32S/24Q/16D Cuadro Individuales – Cuadro Dobles    | Denis Kudla 6–2, 6–1                                        | Alexis Galarneau                          | Cannon Kingsley Ryan Peniston             | Enzo Couacaud Christian Harrison Vasek Pospisil Tristan Schoolkate                    |
| 18 de septiembre | Columbus Challenger Columbus, Estados Unidos Challenger 75 – Dura (i) – 32S/24Q/16D Cuadro Individuales – Cuadro Dobles    | Robert Cash James Trotter 6–4, 2–6, [10–7]                  | Guido Andreozzi Hans Hach Verdugo         | Cannon Kingsley Ryan Peniston             | Enzo Couacaud Christian Harrison Vasek Pospisil Tristan Schoolkate                    |
| 18 de septiembre | Sibiu Open Sibiu, Rumanía Challenger 75 – Tierra batida – 32S/24Q/16D Cuadro Individuales – Cuadro Dobles                  | Nerman Fatić 6–2, 6–4                                       | Damir Džumhur                             | Zsombor Piros Flavio Cobolli              | Calvin Hemery Ivan Gakhov Stefano Travaglia Duje Ajduković                            |
| 18 de septiembre | Sibiu Open Sibiu, Rumanía Challenger 75 – Tierra batida – 32S/24Q/16D Cuadro Individuales – Cuadro Dobles                  | Andrew Paulson Michael Vrbenský 6–2, 6–2                    | Piotr Matuszewski Kai Wehnelt             | Zsombor Piros Flavio Cobolli              | Calvin Hemery Ivan Gakhov Stefano Travaglia Duje Ajduković                            |
| 25 de septiembre | Open Bogotá Bogotá, Colombia Challenger 125 – Tierra batida – 32S/24Q/16D Cuadro Individuales – Cuadro Dobles              | Thiago Agustín Tirante Walkover                             | Gustavo Heide                             | Tomás Barrios Vera David Jordà Sanchis    | Renzo Olivo Murkel Dellien Matheus Pucinelli de Almeida Alejandro Tabilo              |
| 25 de septiembre | Open Bogotá Bogotá, Colombia Challenger 125 – Tierra batida – 32S/24Q/16D Cuadro Individuales – Cuadro Dobles              | Renzo Olivo Thiago Agustín Tirante 7-6(8-6), 6-4            | Guillermo Durán Orlando Luz               | Tomás Barrios Vera David Jordà Sanchis    | Renzo Olivo Murkel Dellien Matheus Pucinelli de Almeida Alejandro Tabilo              |
| 25 de septiembre | Open d'Orléans Orléans, Francia Challenger 125 – Dura (i) – 32S/24Q/16D Cuadro Individuales – Cuadro Dobles                | Tomáš Macháč 6–4, 4–6, 6–3                                  | Jack Draper                               | Richard Gasquet Luca Van Assche           | Arthur Fery Benjamin Bonzi Gijs Brouwer David Goffin                                  |
| 25 de septiembre | Open d'Orléans Orléans, Francia Challenger 125 – Dura (i) – 32S/24Q/16D Cuadro Individuales – Cuadro Dobles                | Constantin Frantzen Hendrik Jebens 7-6(7-5), 7-6(14-12)     | Henry Patten John-Patrick Smith           | Richard Gasquet Luca Van Assche           | Arthur Fery Benjamin Bonzi Gijs Brouwer David Goffin                                  |
| 25 de septiembre | Braga Open Braga, Portugal Challenger 75 – Tierra batida – 32S/24Q/16D Cuadro Individuales – Cuadro Dobles                 | Oriol Roca Batalla 4–6, 6–1, 6–1                            | Duje Ajduković                            | Máté Valkusz Benjamin Hassan              | Titouan Droguet Geoffrey Blancaneaux Pablo Llamas Ruiz Jaime Faria                    |
| 25 de septiembre | Braga Open Braga, Portugal Challenger 75 – Tierra batida – 32S/24Q/16D Cuadro Individuales – Cuadro Dobles                 | Marco Bortolotti Alexandru Jecan 7–5, 7–5                   | Stefano Travaglia Alexander Weis          | Máté Valkusz Benjamin Hassan              | Titouan Droguet Geoffrey Blancaneaux Pablo Llamas Ruiz Jaime Faria                    |
| 25 de septiembre | LTP Men's Open Charleston, Estados Unidos Challenger 75 – Dura – 32S/24Q/16D Cuadro Individuales – Cuadro Dobles           | Abdullah Shelbayh 6-2, 6-7(5-7), 6-3                        | Oliver Crawford                           | Ernesto Escobedo Ryan Peniston            | Denis Kudla Stefan Dostanic Ethan Quinn Adam Walton                                   |
| 25 de septiembre | LTP Men's Open Charleston, Estados Unidos Challenger 75 – Dura – 32S/24Q/16D Cuadro Individuales – Cuadro Dobles           | Luke Johnson Skander Mansouri 6-4, 6-4                      | Nicholas Bybel Oliver Crawford            | Ernesto Escobedo Ryan Peniston            | Denis Kudla Stefan Dostanic Ethan Quinn Adam Walton                                   |

### Torneos en octubre
| Semana de     | Torneo | Campeones                                                | Finalista                                 | Semifinales                                   | Cuartos de final                                                               |
| ------------- | --- | -------------------------------------------------------- | ----------------------------------------- | --------------------------------------------- | ------------------------------------------------------------------------------ |
| 2 de octubre  | JC Ferrero Challenger Open Alicante, España Challenger 100 – Dura – 32S/24Q/16D Cuadro Individuales – Cuadro Dobles                             | Constant Lestienne 6-7 (10–12), 6–2, 6–4                 | Hugo Grenier                              | Maximilian Marterer Dennis Novak              | Martín Landaluce Martin Damm Billy Harris Elias Ymer                           |
| 2 de octubre  | JC Ferrero Challenger Open Alicante, España Challenger 100 – Dura – 32S/24Q/16D Cuadro Individuales – Cuadro Dobles                             | Niki Kaliyanda Poonacha Divij Sharan 6–4, 3–6, [10–7]    | Jeevan Nedunchezhiyan John-Patrick Smith  | Maximilian Marterer Dennis Novak              | Martín Landaluce Martin Damm Billy Harris Elias Ymer                           |
| 2 de octubre  | Campeonato Internacional de Tênis de Campinas Campinas, Brasil Challenger 100 – Tierra batida – 32S/24Q/16D Cuadro Individuales – Cuadro Dobles | Thiago Monteiro 3–6, 6–4, 6–4                            | Camilo Ugo Carabelli                      | Andrea Pellegrino Luciano Darderi             | Orlando Luz José Pereira Hugo Dellien Román Andrés Burruchaga                  |
| 2 de octubre  | Campeonato Internacional de Tênis de Campinas Campinas, Brasil Challenger 100 – Tierra batida – 32S/24Q/16D Cuadro Individuales – Cuadro Dobles | Guido Andreozzi Guillermo Durán 7-6(7–4), 6-3            | Diego Hidalgo Cristian Rodríguez          | Andrea Pellegrino Luciano Darderi             | Orlando Luz José Pereira Hugo Dellien Román Andrés Burruchaga                  |
| 2 de octubre  | Open de Vendée Mouilleron-le-Captif, Francia Challenger 100 – Dura (i) – 32S/24Q/16D Cuadro Individuales – Cuadro Dobles                        | Tomáš Macháč 6–3, 6–4                                    | Arthur Fery                               | Antoine Escoffier Lucas Poullain              | Hugo Gaston Giulio Zeppieri Luca Nardi Jack Draper                             |
| 2 de octubre  | Open de Vendée Mouilleron-le-Captif, Francia Challenger 100 – Dura (i) – 32S/24Q/16D Cuadro Individuales – Cuadro Dobles                        | Julian Cash Robert Galloway 6–4, 5–7, [12–10]            | Maxime Cressy Otto Virtanen               | Antoine Escoffier Lucas Poullain              | Hugo Gaston Giulio Zeppieri Luca Nardi Jack Draper                             |
| 2 de octubre  | Lisboa Belém Open Lisboa, Portugal Challenger 75 – Tierra batida – 32S/24Q/16D Cuadro Individuales – Cuadro Dobles                              | Flavio Cobolli 7–5, 7–5                                  | Benjamin Hassan                           | Albert Ramos Viñolas Franco Agamenone         | João Sousa Oriol Roca Batalla Riccardo Bonadio Calvin Hemery                   |
| 2 de octubre  | Lisboa Belém Open Lisboa, Portugal Challenger 75 – Tierra batida – 32S/24Q/16D Cuadro Individuales – Cuadro Dobles                              | Karol Drzewiecki Zdeněk Kolář 6–2, 7-6(7–5)              | Jaime Faria Henrique Rocha                | Albert Ramos Viñolas Franco Agamenone         | João Sousa Oriol Roca Batalla Riccardo Bonadio Calvin Hemery                   |
| 2 de octubre  | Tiburon Challenger Tiburón, Estados Unidos Challenger 75 – Dura – 32S/24Q/16D Cuadro Individuales – Cuadro Dobles                               | Zachary Svajda 6–2, 6–2                                  | Adam Walton                               | Tristan Schoolkate Alexis Galarneau           | Thai-Son Kwiatkowski Bernard Tomic Nishesh Basavareddy Alexander Ritschard     |
| 2 de octubre  | Tiburon Challenger Tiburón, Estados Unidos Challenger 75 – Dura – 32S/24Q/16D Cuadro Individuales – Cuadro Dobles                               | Luke Johnson Skander Mansouri 6–2, 6–3                   | William Blumberg Luis David Martínez      | Tristan Schoolkate Alexis Galarneau           | Thai-Son Kwiatkowski Bernard Tomic Nishesh Basavareddy Alexander Ritschard     |
| 9 de octubre  | Slovak Open Bratislava, Eslovaquia Challenger 125 – Dura (i) – 32S/24Q/16D Cuadro Individuales – Cuadro Dobles                                  | Gabriel Diallo 6–0, 7–5                                  | Joris De Loore                            | Martin Damm Luca Nardi                        | Lukáš Klein Maxime Cressy Illya Marchenko Damir Džumhur                        |
| 9 de octubre  | Slovak Open Bratislava, Eslovaquia Challenger 125 – Dura (i) – 32S/24Q/16D Cuadro Individuales – Cuadro Dobles                                  | Sriram Balaji Andre Begemann 6–3, 5–7, [10–8]            | Andrey Golubev Denys Molchanov            | Martin Damm Luca Nardi                        | Lukáš Klein Maxime Cressy Illya Marchenko Damir Džumhur                        |
| 9 de octubre  | Málaga Open Málaga, España Challenger 125 – Dura – 32S/24Q/16D Cuadro Individuales – Cuadro Dobles                                              | Ugo Blanchet 6–4, 6–4                                    | Mattia Bellucci                           | Maxime Janvier Emilio Nava                    | Billy Harris Flavio Cobolli Alejandro Moro Cañas Andrea Vavassori              |
| 9 de octubre  | Málaga Open Málaga, España Challenger 125 – Dura – 32S/24Q/16D Cuadro Individuales – Cuadro Dobles                                              | Julian Cash Robert Galloway 7–5, 6–2                     | Andrew Harris John-Patrick Smith          | Maxime Janvier Emilio Nava                    | Billy Harris Flavio Cobolli Alejandro Moro Cañas Andrea Vavassori              |
| 9 de octubre  | Challenger de Buenos Aires Buenos Aires, Argentina Challenger 100 – Tierra batida – 32S/24Q/16D Cuadro Individuales – Cuadro Dobles             | Mariano Navone 2–6, 6–3, 6–4                             | Federico Coria                            | Facundo Díaz Acosta Luciano Darderi           | Jan Choinski Francisco Comesaña Franco Agamenone Juan Manuel Cerúndolo         |
| 9 de octubre  | Challenger de Buenos Aires Buenos Aires, Argentina Challenger 100 – Tierra batida – 32S/24Q/16D Cuadro Individuales – Cuadro Dobles             | Diego Hidalgo Cristian Rodríguez 6–3, 6–2                | Fernando Romboli Marcelo Zormann          | Facundo Díaz Acosta Luciano Darderi           | Jan Choinski Francisco Comesaña Franco Agamenone Juan Manuel Cerúndolo         |
| 9 de octubre  | Shenzhen Longhua Open Shenzhen, China Challenger 100 – Dura – 32S/24Q/16D Cuadro Individuales – Cuadro Dobles                                   | Aleksandar Kovacevic 7-6(7–4), 7-6(7–5)                  | Nuno Borges                               | Egor Gerasimov Pedro Cachin                   | Beibit Zhukayev Hsu Yu-hsiou Denis Yevseyev Jason Jung                         |
| 9 de octubre  | Shenzhen Longhua Open Shenzhen, China Challenger 100 – Dura – 32S/24Q/16D Cuadro Individuales – Cuadro Dobles                                   | Alexander Erler Lucas Miedler 6–3, 6–4                   | Piotr Matuszewski Matthew Romios          | Egor Gerasimov Pedro Cachin                   | Beibit Zhukayev Hsu Yu-hsiou Denis Yevseyev Jason Jung                         |
| 9 de octubre  | Fairfield Challenger Fairfield, Estados Unidos Challenger 75 – Dura – 32S/24Q/16D Cuadro Individuales – Cuadro Dobles                           | Zachary Svajda 6–4, 6–1                                  | Nishesh Basavareddy                       | Steve Johnson Alexander Ritschard             | Alex Michelsen Christian Harrison Brandon Holt Mitchell Krueger                |
| 9 de octubre  | Fairfield Challenger Fairfield, Estados Unidos Challenger 75 – Dura – 32S/24Q/16D Cuadro Individuales – Cuadro Dobles                           | Evan King Reese Stalder 7–5, 6–3                         | Vasil Kirkov Denis Kudla                  | Steve Johnson Alexander Ritschard             | Alex Michelsen Christian Harrison Brandon Holt Mitchell Krueger                |
| 16 de octubre | Olbia Challenger Olbia, Italia Challenger 125 – Dura – 32S/24Q/16D Cuadro Individuales – Cuadro Dobles                                          | Kyrian Jacquet 6–3, 6–4                                  | Flavio Cobolli                            | Joris De Loore Alex Molčan                    | Ugo Blanchet Francesco Forti Mattia Bellucci Constant Lestienne                |
| 16 de octubre | Olbia Challenger Olbia, Italia Challenger 125 – Dura – 32S/24Q/16D Cuadro Individuales – Cuadro Dobles                                          | Rithvik Choudary Bollipalli Arjun Kadhe 6–1, 6–3         | Ivan Sabanov Matej Sabanov                | Joris De Loore Alex Molčan                    | Ugo Blanchet Francesco Forti Mattia Bellucci Constant Lestienne                |
| 16 de octubre | Challenger Santa Fe II Santa Fe, Argentina Challenger 75 – Tierra batida – 32S/24Q/16D Cuadro Individuales – Cuadro Dobles                      | Mariano Navone 3–6, 6–2, 6–3                             | Andrea Pellegrino                         | Vít Kopřiva Thiago Monteiro                   | Federico Coria Federico Delbonis Tomás Barrios Vera Facundo Bagnis             |
| 16 de octubre | Challenger Santa Fe II Santa Fe, Argentina Challenger 75 – Tierra batida – 32S/24Q/16D Cuadro Individuales – Cuadro Dobles                      | Luca Margaroli Santiago Rodríguez Taverna 7–6(7–2), 6–4  | Franco Agamenone Mariano Kestelboim       | Vít Kopřiva Thiago Monteiro                   | Federico Coria Federico Delbonis Tomás Barrios Vera Facundo Bagnis             |
| 16 de octubre | Shenzhen Luohu Challenger Shenzhen, China Challenger 75 – Dura – 32S/24Q/16D Cuadro Individuales – Cuadro Dobles                                | James Duckworth 6-0, 6-1                                 | Coleman Wong                              | Bu Yunchaokete Aleksandar Kovacevic           | Li Tu Bai Yan Huang Tsung-hao Lorenzo Giustino                                 |
| 16 de octubre | Shenzhen Luohu Challenger Shenzhen, China Challenger 75 – Dura – 32S/24Q/16D Cuadro Individuales – Cuadro Dobles                                | Gao Xin Wang Aoran 6–4, 6–2                              | Mikalai Haliak Markos Kalovelonis         | Bu Yunchaokete Aleksandar Kovacevic           | Li Tu Bai Yan Huang Tsung-hao Lorenzo Giustino                                 |
| 16 de octubre | Hamburg Ladies & Gents Cup Hamburgo, Alemania Challenger 50 – Dura (i) – 32S/24Q/16D Cuadro Individuales – Cuadro Dobles                        | Illya Marchenko 6-2, 6-3                                 | Dennis Novak                              | Tristan Lamasine Billy Harris                 | Javier Barranco Cosano Akira Santillan Máté Valkusz Adam Walton                |
| 16 de octubre | Hamburg Ladies & Gents Cup Hamburgo, Alemania Challenger 50 – Dura (i) – 32S/24Q/16D Cuadro Individuales – Cuadro Dobles                        | Dennis Novak Akira Santillan 6–4, 3–6, [10–3]            | Alexandru Jecan Mick Veldheer             | Tristan Lamasine Billy Harris                 | Javier Barranco Cosano Akira Santillan Máté Valkusz Adam Walton                |
| 23 de octubre | Brest Challenger Brest, Francia Challenger 100 – Dura (i) – 32S/24Q/16D Cuadro Individuales – Cuadro Dobles                                     | Pedro Martínez 7–6(8–6), 7–6(7–1)                        | Benjamin Bonzi                            | Hugo Gaston Constant Lestienne                | Arthur Cazaux Arthur Fery Zsombor Piros Titouan Droguet                        |
| 23 de octubre | Brest Challenger Brest, Francia Challenger 100 – Dura (i) – 32S/24Q/16D Cuadro Individuales – Cuadro Dobles                                     | Yuki Bhambri Julian Cash 6–7(5–7), 6–3, [10–5]           | Robert Galloway Albano Olivetti           | Hugo Gaston Constant Lestienne                | Arthur Cazaux Arthur Fery Zsombor Piros Titouan Droguet                        |
| 23 de octubre | Curitiba Challenger Curitiba, Brasil Challenger 75 – Tierra batida – 32S/24Q/16D Cuadro Individuales – Cuadro Dobles                            | Hugo Dellien 7–6(8–6), 4–6, 7–6(7–1)                     | Oliver Crawford                           | Guido Andreozzi Luciano Darderi               | Santiago Rodríguez Taverna Román Andrés Burruchaga Orlando Luz Dalibor Svrčina |
| 23 de octubre | Curitiba Challenger Curitiba, Brasil Challenger 75 – Tierra batida – 32S/24Q/16D Cuadro Individuales – Cuadro Dobles                            | Guido Andreozzi Ignacio Carou 6–4, 6–4                   | Diego Hidalgo Cristian Rodríguez          | Guido Andreozzi Luciano Darderi               | Santiago Rodríguez Taverna Román Andrés Burruchaga Orlando Luz Dalibor Svrčina |
| 23 de octubre | City of Playford Tennis International Playford, Australia Challenger 75 – Dura – 32S/24Q/16D Cuadro Individuales – Cuadro Dobles                | James Duckworth 7–5, 7–5                                 | Coleman Wong                              | Taro Daniel Rinky Hijikata                    | Tristan Schoolkate Yuta Shimizu Hiroki Moriya Hong Seong-chan                  |
| 23 de octubre | City of Playford Tennis International Playford, Australia Challenger 75 – Dura – 32S/24Q/16D Cuadro Individuales – Cuadro Dobles                | Ryan Seggerman Patrik Trhac 6–3, 7–6(7–3)                | Blake Ellis Tristan Schoolkate            | Taro Daniel Rinky Hijikata                    | Tristan Schoolkate Yuta Shimizu Hiroki Moriya Hong Seong-chan                  |
| 23 de octubre | Sparkassen ATP Challenger Ortisei, Italia Challenger 50 – Dura (i) – 32S/24Q/16D Cuadro Individuales – Cuadro Dobles                            | Lukáš Klein 6-7(4–7), 7-6(7–4), 7-6(8–6)                 | Maks Kaśnikowski                          | Billy Harris Federico Gaio                    | Enrico Dalla Valle Daniil Glinka Luca Giacomini Mathias Bourgue                |
| 23 de octubre | Sparkassen ATP Challenger Ortisei, Italia Challenger 50 – Dura (i) – 32S/24Q/16D Cuadro Individuales – Cuadro Dobles                            | Andrew Paulson Patrik Rikl 4–6, 7–6(9–7), [11–9]         | Maximilian Neuchrist Jakub Paul           | Billy Harris Federico Gaio                    | Enrico Dalla Valle Daniil Glinka Luca Giacomini Mathias Bourgue                |
| 30 de octubre | Trofeo Faip–Perrel Bergamo, Italia Challenger 75 – Dura (i) – 32S/24Q/16D Cuadro Individuales – Cuadro Dobles                                   | Jack Draper 1-6, 7–6(7–3), 6-3                           | David Goffin                              | Brandon Nakashima Mark Lajal                  | Billy Harris Fabio Fognini Alex Molčan Pierre-Hugues Herbert                   |
| 30 de octubre | Trofeo Faip–Perrel Bergamo, Italia Challenger 75 – Dura (i) – 32S/24Q/16D Cuadro Individuales – Cuadro Dobles                                   | Evan King Brandon Nakashima 6-4, 7–6(7–1)                | Francisco Cabral Henry Patten             | Brandon Nakashima Mark Lajal                  | Billy Harris Fabio Fognini Alex Molčan Pierre-Hugues Herbert                   |
| 30 de octubre | Charlottesville Men's Pro Challenger Charlottesville, Estados Unidos Challenger 75 – Dura (i) – 32S/24Q/16D Cuadro Individuales – Cuadro Dobles | Beibit Zhukayev 6–3, 6–4                                 | Aidan Mayo                                | Ethan Quinn Patrick Kypson                    | Alexander Ritschard Benoît Paire Nino Serdarušić Brandon Holt                  |
| 30 de octubre | Charlottesville Men's Pro Challenger Charlottesville, Estados Unidos Challenger 75 – Dura (i) – 32S/24Q/16D Cuadro Individuales – Cuadro Dobles | John-Patrick Smith Sem Verbeek 3–6, 6–3, [10–5]          | Denis Kudla Thai-Son Kwiatkowski          | Ethan Quinn Patrick Kypson                    | Alexander Ritschard Benoît Paire Nino Serdarušić Brandon Holt                  |
| 30 de octubre | Challenger Ciudad de Guayaquil Guayaquil, Ecuador Challenger 75 – Tierra batida – 32S/24Q/16D Cuadro Individuales – Cuadro Dobles               | Alejandro Tabilo 6–2, 6–2                                | Daniel Elahi Galán                        | Román Andrés Burruchaga Felipe Meligeni Alves | Federico Coria Camilo Ugo Carabelli Facundo Díaz Acosta Hugo Dellien           |
| 30 de octubre | Challenger Ciudad de Guayaquil Guayaquil, Ecuador Challenger 75 – Tierra batida – 32S/24Q/16D Cuadro Individuales – Cuadro Dobles               | Arklon Huertas del Pino Conner Huertas del Pino 6–3, 6–1 | Luca Margaroli Santiago Rodríguez Taverna | Román Andrés Burruchaga Felipe Meligeni Alves | Federico Coria Camilo Ugo Carabelli Facundo Díaz Acosta Hugo Dellien           |
| 30 de octubre | Wolffkran Open Ismaning, Alemania Challenger 75 – Moqueta (i) – 32S/24Q/16D Cuadro Individuales – Cuadro Dobles                                 | Antoine Bellier 7–6(7–5), 6–7(5–7), 7–6(8–6)             | Maximilian Marterer                       | Rudolf Molleker Lukáš Klein                   | Alibek Kachmazov Marc-Andrea Hüsler Max Hans Rehberg Andrew Paulson            |
| 30 de octubre | Wolffkran Open Ismaning, Alemania Challenger 75 – Moqueta (i) – 32S/24Q/16D Cuadro Individuales – Cuadro Dobles                                 | Sriram Balaji Andre Begemann 7–6(7–4), 6–4               | Constantin Frantzen Hendrik Jebens        | Rudolf Molleker Lukáš Klein                   | Alibek Kachmazov Marc-Andrea Hüsler Max Hans Rehberg Andrew Paulson            |
| 30 de octubre | NSW Open Sídney, Australia Challenger 75 – Dura – 32S/24Q/16D Cuadro Individuales – Cuadro Dobles                                               | Taro Daniel 6-2, 6-4                                     | Marc Polmans                              | Thanasi Kokkinakis Rinky Hijikata             | Rio Noguchi Blake Mott Shintaro Mochizuki Nam Ji-sung                          |
| 30 de octubre | NSW Open Sídney, Australia Challenger 75 – Dura – 32S/24Q/16D Cuadro Individuales – Cuadro Dobles                                               | Ryan Seggerman Patrik Trhac 6–4, 6–4                     | Ruben Gonzales Nam Ji-sung                | Thanasi Kokkinakis Rinky Hijikata             | Rio Noguchi Blake Mott Shintaro Mochizuki Nam Ji-sung                          |

### Torneos en noviembre
| Semana de       | Torneo | Campeones                                                | Finalista                                    | Semifinales                                    | Cuartos de final                                                               |
| --------------- | --- | -------------------------------------------------------- | -------------------------------------------- | ---------------------------------------------- | ------------------------------------------------------------------------------ |
| 6 de noviembre  | HPP Open Helsinki, Finlandia Challenger 125 – Dura (i) – 32S/24Q/16D Cuadro Individuales – Cuadro Dobles                                      | Corentin Moutet 6–3, 3–6, 6–2                            | Sumit Nagal                                  | Arthur Rinderknech Stefano Travaglia           | Jaume Munar Alexandre Müller Radu Albot Emil Ruusuvuori                        |
| 6 de noviembre  | HPP Open Helsinki, Finlandia Challenger 125 – Dura (i) – 32S/24Q/16D Cuadro Individuales – Cuadro Dobles                                      | Sriram Balaji Andre Begemann 6–2, 7–5                    | Jeevan Nedunchezhiyan Vijay Sundar Prashanth | Arthur Rinderknech Stefano Travaglia           | Jaume Munar Alexandre Müller Radu Albot Emil Ruusuvuori                        |
| 6 de noviembre  | Calgary National Bank Challenger Calgary, Canadá Challenger 75 – Dura (i) – 32S/24Q/16D Cuadro Individuales – Cuadro Dobles                   | Liam Draxl 6–4, 6–3                                      | Dominik Koepfer                              | Gabriel Diallo Andres Martin                   | Zizou Bergs Aziz Dougaz Enzo Wallart Iñaki Montes de la Torre                  |
| 6 de noviembre  | Calgary National Bank Challenger Calgary, Canadá Challenger 75 – Dura (i) – 32S/24Q/16D Cuadro Individuales – Cuadro Dobles                   | Juan Carlos Aguilar Justin Boulais 6–3, 6–2              | Charles Broom Ben Jones                      | Gabriel Diallo Andres Martin                   | Zizou Bergs Aziz Dougaz Enzo Wallart Iñaki Montes de la Torre                  |
| 6 de noviembre  | Knoxville Challenger Knoxville, Estados Unidos Challenger 75 – Dura (i) – 32S/24Q/16D Cuadro Individuales – Cuadro Dobles                     | Alex Michelsen 7–5, 4–6, 6–2                             | Denis Kudla                                  | Emilio Nava Tennys Sandgren                    | Aidan McHugh Zachary Svajda Nishesh Basavareddy Alexander Ritschard            |
| 6 de noviembre  | Knoxville Challenger Knoxville, Estados Unidos Challenger 75 – Dura (i) – 32S/24Q/16D Cuadro Individuales – Cuadro Dobles                     | Cannon Kingsley Luis David Martínez 7–6(7–3), 6–3        | Mac Kiger Mitchell Krueger                   | Emilio Nava Tennys Sandgren                    | Aidan McHugh Zachary Svajda Nishesh Basavareddy Alexander Ritschard            |
| 6 de noviembre  | Lima Challenger II Lima, Perú Challenger 75 – Tierra batida – 32S/24Q/16D Cuadro Individuales – Cuadro Dobles                                 | Luciano Darderi 4–6, 6–3, 7–5                            | Mariano Navone                               | Alejandro Tabilo Francisco Comesaña            | Juan Pablo Varillas Román Andrés Burruchaga Daniel Elahi Galán Guido Andreozzi |
| 6 de noviembre  | Lima Challenger II Lima, Perú Challenger 75 – Tierra batida – 32S/24Q/16D Cuadro Individuales – Cuadro Dobles                                 | Mateus Alves Eduardo Ribeiro 3–6, 7–5, [10–8]            | Nicolás Barrientos Orlando Luz               | Alejandro Tabilo Francisco Comesaña            | Juan Pablo Varillas Román Andrés Burruchaga Daniel Elahi Galán Guido Andreozzi |
| 6 de noviembre  | Matsuyama Challenger Matsuyama, Japón Challenger 75 – Dura – 32S/24Q/16D Cuadro Individuales – Cuadro Dobles                                  | Luca Nardi 3–6, 6–4, 6–2                                 | Taro Daniel                                  | August Holmgren Geoffrey Blancaneaux           | Hsu Yu-hsiou Duje Ajduković Bu Yunchaokete Benjamin Hassan                     |
| 6 de noviembre  | Matsuyama Challenger Matsuyama, Japón Challenger 75 – Dura – 32S/24Q/16D Cuadro Individuales – Cuadro Dobles                                  | Karol Drzewiecki Zdeněk Kolář 6–3, 6–2                   | Toshihide Matsui Kaito Uesugi                | August Holmgren Geoffrey Blancaneaux           | Hsu Yu-hsiou Duje Ajduković Bu Yunchaokete Benjamin Hassan                     |
| 13 de noviembre | Uruguay Open Montevideo, Uruguay Tierra batida – Challenger 100 – 32S/24Q/16D Cuadro Individuales – Cuadro Dobles                             | Facundo Díaz Acosta 6–3, 4–3 ret.                        | Thiago Monteiro                              | Gustavo Heide Hugo Dellien                     | Facundo Bagnis Román Andrés Burruchaga Tomás Barrios Vera Camilo Ugo Carabelli |
| 13 de noviembre | Uruguay Open Montevideo, Uruguay Tierra batida – Challenger 100 – 32S/24Q/16D Cuadro Individuales – Cuadro Dobles                             | Guido Andreozzi Guillermo Durán 2–6, 7–6(7–2), [10–8]    | Boris Arias Federico Zeballos                | Gustavo Heide Hugo Dellien                     | Facundo Bagnis Román Andrés Burruchaga Tomás Barrios Vera Camilo Ugo Carabelli |
| 13 de noviembre | Champaign–Urbana Challenger Champaign, Estados Unidos Dura (i) – Challenger 75 – 32S/24Q/16D Cuadro Individuales – Cuadro Dobles              | Patrick Kypson 6–4, 6–3                                  | Alex Michelsen                               | Ethan Quinn Titouan Droguet                    | Aleksandar Kovacevic Nino Serdarušić Mitchell Krueger Martin Damm              |
| 13 de noviembre | Champaign–Urbana Challenger Champaign, Estados Unidos Dura (i) – Challenger 75 – 32S/24Q/16D Cuadro Individuales – Cuadro Dobles              | John-Patrick Smith Sem Verbeek 6–2, 7–6(7–4)             | Lucas Horve Oliver Okonkwo                   | Ethan Quinn Titouan Droguet                    | Aleksandar Kovacevic Nino Serdarušić Mitchell Krueger Martin Damm              |
| 13 de noviembre | Good to Great Challenger Danderyd, Suecia Dura (i) – Challenger 75 – 32S/24Q/16D Cuadro Individuales – Cuadro Dobles                          | Maximilian Marterer 2–6, 6–4, 6–3                        | Brandon Nakashima                            | Alexander Blockx Flavio Cobolli                | Jakub Menšík David Goffin Radu Albot Maxime Cressy                             |
| 13 de noviembre | Good to Great Challenger Danderyd, Suecia Dura (i) – Challenger 75 – 32S/24Q/16D Cuadro Individuales – Cuadro Dobles                          | Julian Cash Bart Stevens 6–7(7–9), 6–4, [10–7]           | Jeevan Nedunchezhiyan Vijay Sundar Prashanth | Alexander Blockx Flavio Cobolli                | Jakub Menšík David Goffin Radu Albot Maxime Cressy                             |
| 13 de noviembre | Challenger Banque Nationale de Drummondville Drummondville, Canadá Dura (i) – Challenger 75 – 32S/24Q/16D Cuadro Individuales – Cuadro Dobles | Zizou Bergs 6–4, 7–5                                     | James Duckworth                              | Michael Vrbenský Li Tu                         | Dominik Koepfer Aziz Dougaz João Sousa Ryan Peniston                           |
| 13 de noviembre | Challenger Banque Nationale de Drummondville Drummondville, Canadá Dura (i) – Challenger 75 – 32S/24Q/16D Cuadro Individuales – Cuadro Dobles | André Göransson Toby Samuel 6–7(2–7), 6–3, [10–8]        | Liam Draxl Giles Hussey                      | Michael Vrbenský Li Tu                         | Dominik Koepfer Aziz Dougaz João Sousa Ryan Peniston                           |
| 13 de noviembre | Kobe Challenger Kobe, Japón Dura (i) – Challenger 75 – 32S/24Q/16D Cuadro Individuales – Cuadro Dobles                                        | Duje Ajduković 6–4, 6–2                                  | Sho Shimabukuro                              | Wu Tung-lin Luca Nardi                         | Jurij Rodionov Jason Jung Marc Polmans Shintaro Mochizuki                      |
| 13 de noviembre | Kobe Challenger Kobe, Japón Dura (i) – Challenger 75 – 32S/24Q/16D Cuadro Individuales – Cuadro Dobles                                        | Evan King Reese Stalder 7–6(7–3), 2–6, [10–7]            | Andrew Harris Nam Ji-sung                    | Wu Tung-lin Luca Nardi                         | Jurij Rodionov Jason Jung Marc Polmans Shintaro Mochizuki                      |
| 20 de noviembre | Aberto da República Brasília, Brasil Dura – Challenger 100 – 32S/24Q/16D Cuadro Individuales – Cuadro Dobles                                  | Alejandro Tabilo 6–3, 7–6 (8–6)                          | Román Andrés Burruchaga                      | Santiago Rodríguez Taverna Juan Pablo Ficovich | Cristian Garín Tristan Boyer Bernard Tomic Thiago Agustín Tirante              |
| 20 de noviembre | Aberto da República Brasília, Brasil Dura – Challenger 100 – 32S/24Q/16D Cuadro Individuales – Cuadro Dobles                                  | Nicolás Barrientos André Göransson 7–6(7–3), 4–6, [11–9] | Marcelo Demoliner Rafael Matos               | Santiago Rodríguez Taverna Juan Pablo Ficovich | Cristian Garín Tristan Boyer Bernard Tomic Thiago Agustín Tirante              |
| 20 de noviembre | Copa Faulcombridge Valencia, España Tierra batida – Challenger 100 – 32S/24Q/16D Cuadro Individuales – Cuadro Dobles                          | Fabio Fognini 3–6, 7–6(10–8), 7–6(7–3)                   | Roberto Bautista Agut                        | Denis Yevseyev Albert Ramos Viñolas            | Alejandro Moro Cañas Martín Landaluce Hugo Gaston Pierre-Hugues Herbert        |
| 20 de noviembre | Copa Faulcombridge Valencia, España Tierra batida – Challenger 100 – 32S/24Q/16D Cuadro Individuales – Cuadro Dobles                          | Andrea Pellegrino Andrea Vavassori 6–2, 6–4              | Daniel Rincón Oriol Roca Batalla             | Denis Yevseyev Albert Ramos Viñolas            | Alejandro Moro Cañas Martín Landaluce Hugo Gaston Pierre-Hugues Herbert        |
| 20 de noviembre | Keio Challenger Yokohama, Japón Dura – Challenger 75 – 32S/24Q/16D Cuadro Individuales – Cuadro Dobles                                        | Yosuke Watanuki 7–6(7–5), 6–4                            | Yuta Shimizu                                 | Michael Mmoh Yasutaka Uchiyama                 | Giovanni Fonio Luca Nardi Coleman Wong Li Tu                                   |
| 20 de noviembre | Keio Challenger Yokohama, Japón Dura – Challenger 75 – 32S/24Q/16D Cuadro Individuales – Cuadro Dobles                                        | Filip Bergevi Mick Veldheer 2–6, 7–5, [11–9]             | Ray Ho Calum Puttergill                      | Michael Mmoh Yasutaka Uchiyama                 | Giovanni Fonio Luca Nardi Coleman Wong Li Tu                                   |
| 27 de noviembre | Maia Challenger Maia, Portugal Tierra batida (i) – Challenger 100 – 32S/24Q/16D Cuadro Individuales – Cuadro Dobles                           | Nuno Borges 6–1, 6–4                                     | Benoît Paire                                 | Matteo Martineau Maxime Janvier                | Andrea Vavassori Anton Matusevich Elias Ymer Albert Ramos Viñolas              |
| 27 de noviembre | Maia Challenger Maia, Portugal Tierra batida (i) – Challenger 100 – 32S/24Q/16D Cuadro Individuales – Cuadro Dobles                           | Marco Bortolotti Andrea Vavassori 6–4, 3–6, [12–10]      | Fernando Romboli Szymon Walków               | Matteo Martineau Maxime Janvier                | Andrea Vavassori Anton Matusevich Elias Ymer Albert Ramos Viñolas              |
| 27 de noviembre | Yokkaichi Challenger Yokkaichi, Japón Dura – Challenger 100 – 32S/24Q/16D Cuadro Individuales – Cuadro Dobles                                 | Zizou Bergs 6–2, 7–6(7–2)                                | Michael Mmoh                                 | Marc Polmans Coleman Wong                      | Giovanni Fonio James Trotter Li Tu August Holmgren                             |
| 27 de noviembre | Yokkaichi Challenger Yokkaichi, Japón Dura – Challenger 100 – 32S/24Q/16D Cuadro Individuales – Cuadro Dobles                                 | Evan King Reese Stalder 7–5, 6–4                         | Ray Ho Calum Puttergill                      | Marc Polmans Coleman Wong                      | Giovanni Fonio James Trotter Li Tu August Holmgren                             |
| 27 de noviembre | Maspalomas Challenger Maspalomas, España Tierra batida – Challenger 75 – 32S/24Q/16D Cuadro Individuales – Cuadro Dobles                      | Pedro Martínez 6–4, 4–6, 6–3                             | Kilian Feldbausch                            | Filip Misolic Daniel Rincón                    | Svyatoslav Gulin Adrian Andreev Jonáš Forejtek Imanol López Morillo            |
| 27 de noviembre | Maspalomas Challenger Maspalomas, España Tierra batida – Challenger 75 – 32S/24Q/16D Cuadro Individuales – Cuadro Dobles                      | Scott Duncan Marcus Willis 7–6(7–5), 6–4                 | Théo Arribagé Sadio Doumbia                  | Filip Misolic Daniel Rincón                    | Svyatoslav Gulin Adrian Andreev Jonáš Forejtek Imanol López Morillo            |
| 27 de noviembre | Challenger Temuco Temuco, Chile Dura – Challenger 75 – 32S/24Q/16D Cuadro Individuales – Cuadro Dobles                                        | Aleksandar Kovacevic 4–6, 6–3, 6–3                       | Gilbert Klier Júnior                         | Tomás Barrios Valentin Vacherot                | Blaise Bicknell Pedro Sakamoto Santiago Rodríguez Taverna Alafia Ayeni         |
| 27 de noviembre | Challenger Temuco Temuco, Chile Dura – Challenger 75 – 32S/24Q/16D Cuadro Individuales – Cuadro Dobles                                        | Mateus Alves Matías Soto 6–2, 7–5                        | Aleksandar Kovacevic Keegan Smith            | Tomás Barrios Valentin Vacherot                | Blaise Bicknell Pedro Sakamoto Santiago Rodríguez Taverna Alafia Ayeni         |